# Église de la Major d'Arles

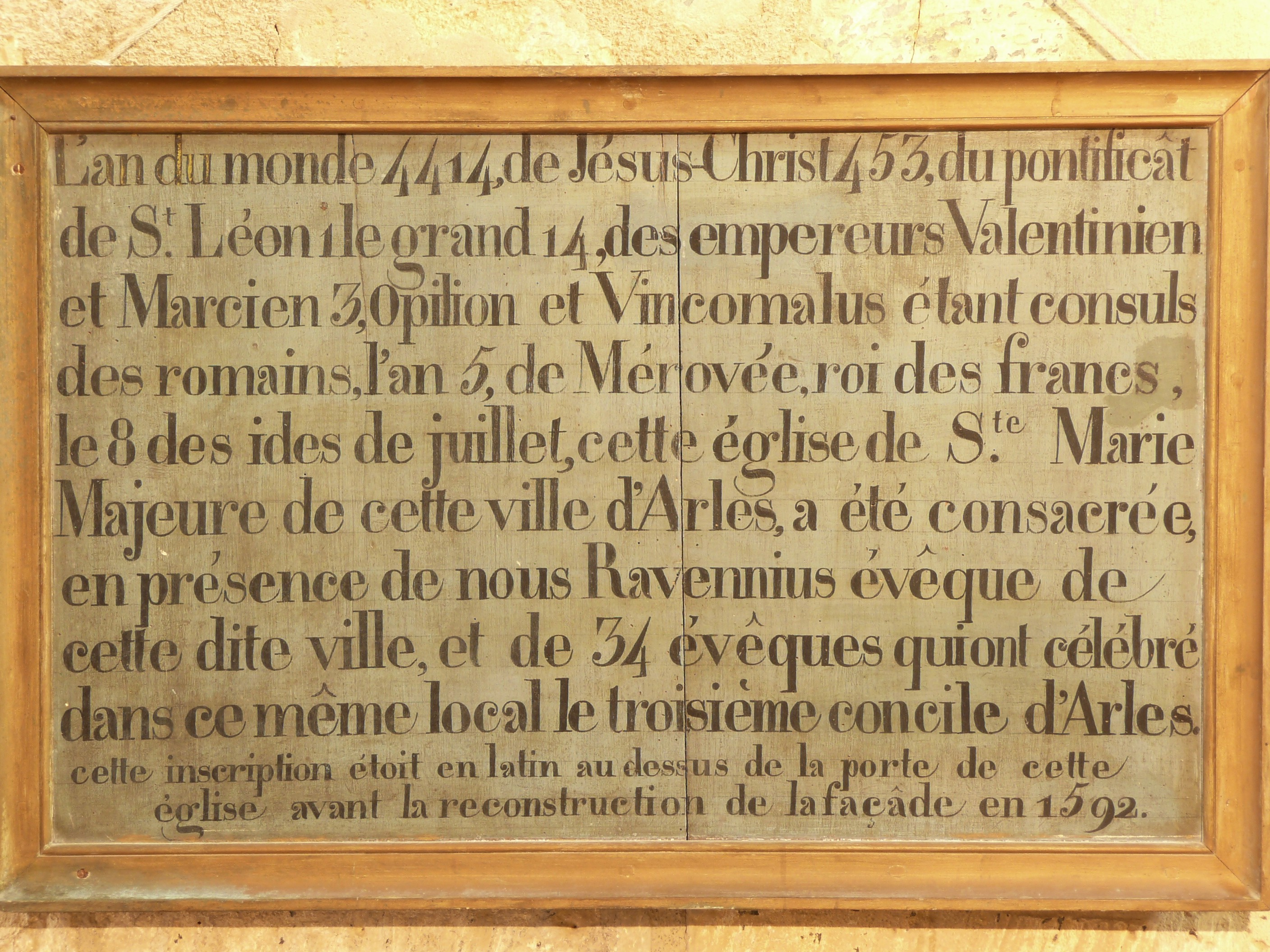
Date de consécration

L'église Notre-Dame-la-Major d'Arles est une ancienne collégiale romano-gothique de la ville d'Arles dans le département des Bouches-du-Rhône. Elle est située à l'extrémité nord de la colline de l'Hauture, surplombant le boulevard Émile Combes à l'est  et les arènes d'Arles à l'ouest. Elle fut le siège de la paroisse la plus étendue de la ville et est une des plus anciennes églises d'Arles, car l'édifice primitif aurait été consacré en 452, lors du troisième concile d'Arles, par l'archevêque Ravennius, comme l'atteste le relevé, affiché dans la chapelle Saint-Martin, d'une inscription gravée sur la façade et disparue en 1592 lors de sa réfection.

## Historique
L'église primitive, sous le vocable de Sainte-Marie-Majeure (pour la différencier d'une autre église Sainte-Marie sise dans l'enclos Saint-Césaire), fut édifiée en 452 sur le site d'un ancien temple romain dédié à la Bonne Déesse, assimilable à Cybèle, selon l'autel trouvé sur place, aujourd'hui conservé au musée départemental de l'Arles antique et identique à celui découvert dans le temple d'Attis du site de Glanum (PHOTO). Elle accueille le 
28 juin 554 un concile appelé le 5e concile d'Arles sous Childebert Ier. 
Le remplacement de cette première église sur le même site par un édifice de style roman provençal, dont subsistent les trois travées de nef, débute en 1152.
Érigée en collégiale en 1551 par le pape Jules III jusqu'à la Révolution française, elle fut, de ce fait, régulièrement améliorée et embellie. Ainsi au XVIe siècle, le chœur et son abside sont intégralement reconstruits. En 1579 le clocher est reconstruit sous sa forme actuelle (carré surmonté d'une pyramide) ; la Vierge à l'Enfant sera rajoutée en 1867. Les chapelles latérales septentrionales sont également ajoutées lors de ces travaux, celles du sud datant du XVIIe siècle seront rendues communicantes pour former un collatéral en 1913. Du XVIIe siècle également date la réfection de la façade.

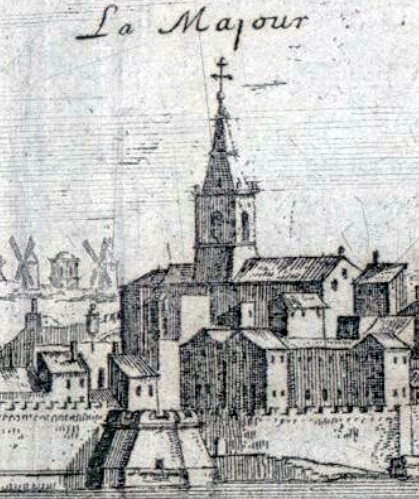
L'église la Major en 1660.
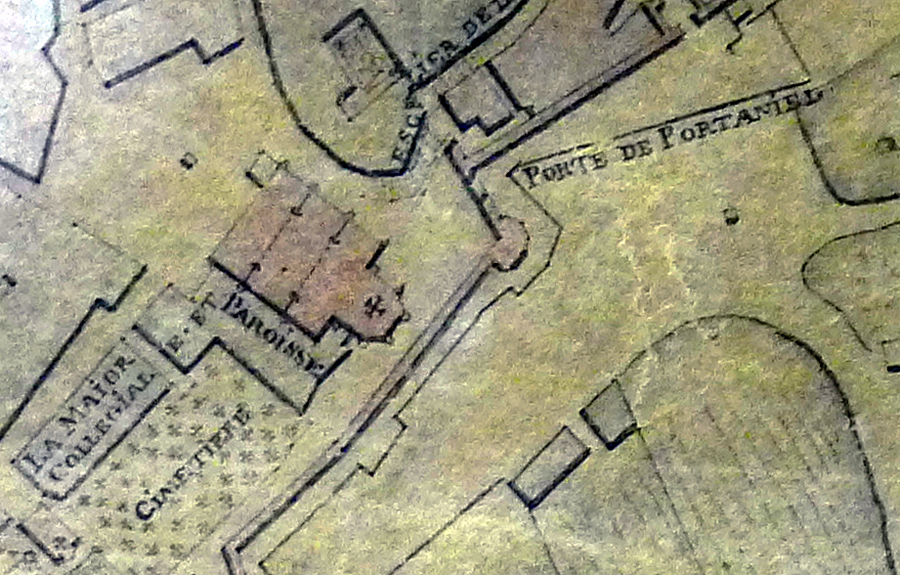
L'église la Major et ses dépendances sur un plan de 1743.

Paroisse des autorités municipales durant les XVIIe siècle et XVIIIe siècle, elle abrita une relique de la mandibule de Saint-Marc, offerte par la république de Venise en remerciement de l'aide alimentaire apportée au cours d'une disette, probablement vénérée dans l'ex-chapelle Saint-Marc, de nos jours consacrée à la Vierge Marie, dont l'ancienne dédicace n'est plus rappelée que par la très belle clé de voûte représentant saint Marc et son lion ailé. Elle est alors la plus vaste paroisse d'Arles puisqu'elle englobe toute la Crau d'Arles (ce qui explique qu'elle fut le siège de la confrérie de Saint Véran, patron des bergers).
Rattachée à la paroisse Saint-Julien le 17 juin 1791, puis fermée le 9 mars 1794, elle est rétablie après le Concordat.
Ébranlée par des bombardements en 1944, des travaux importants de confortation de ses fondations furent nécessaires de 1980 à 1988.
Après avoir abrité la confrérie de Saint Véran (patron des bergers), elle est maintenant le siège de la confrérie des gardians de Saint-Georges, chassés après la Révolution de l'église Saint-Laurent, désaffectée, dans le Vieux-Bourg (actuel quartier de la Roquette); ils rendent hommage à leur patron saint Georges chaque 1er mai, date à laquelle ils viennent en pèlerinage faire bénir leurs chevaux.
D'abord inscrite au titre des monuments historiques le 4 octobre 1932, elle est classée depuis le  20 juillet 1945.

## Description
La nef, romane, comprend trois travées et sa voûte en berceau légèrement brisé est soutenue par des doubleaux à ressaut appuyés sur des piliers massifs. Le chevet, gothique, est constitué d'une travée de chœur voûtée sur croisée d'ogives et d'une abside à cinq pans, toutes deux aussi hautes et larges que la nef.

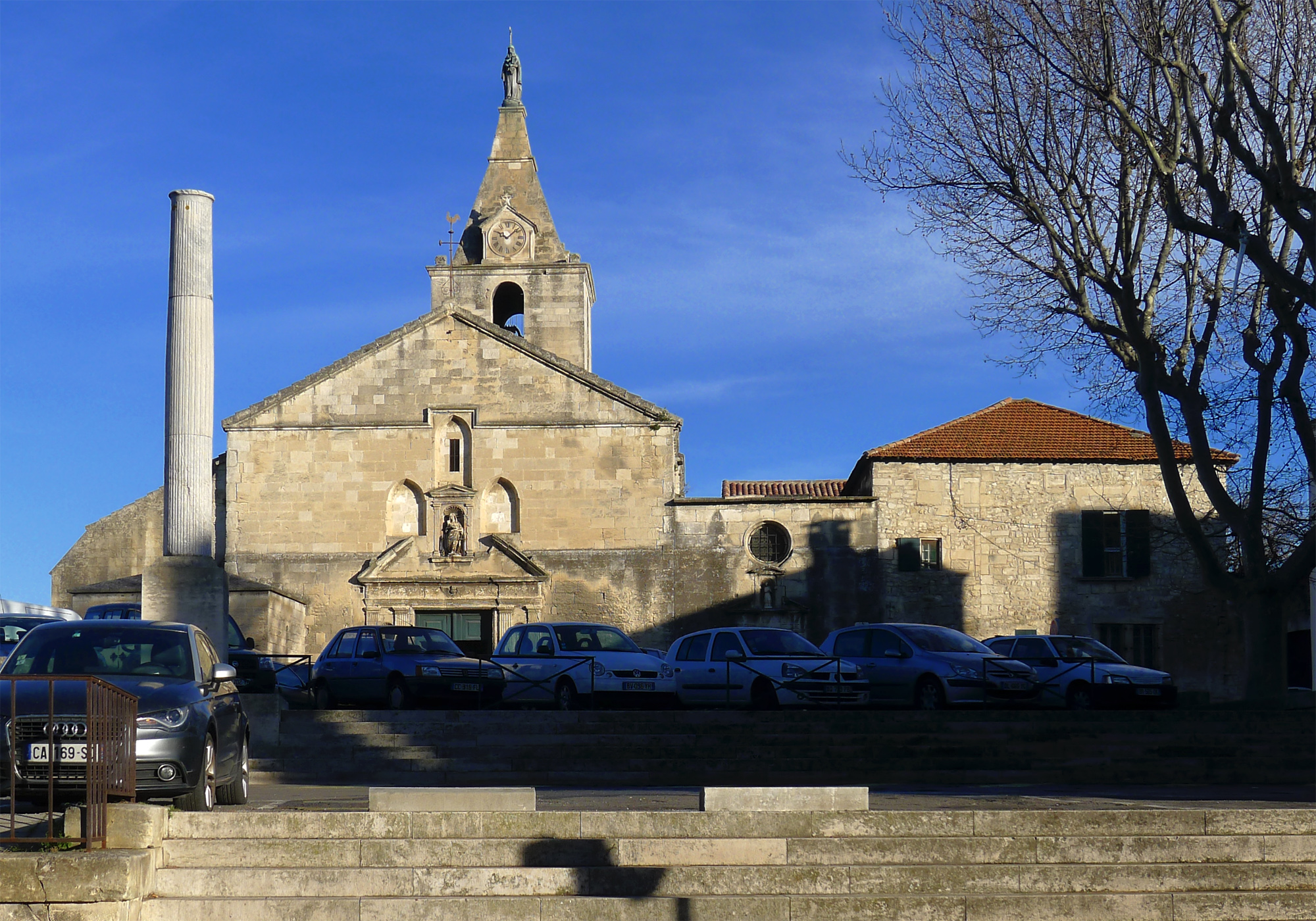
Façade ouest.
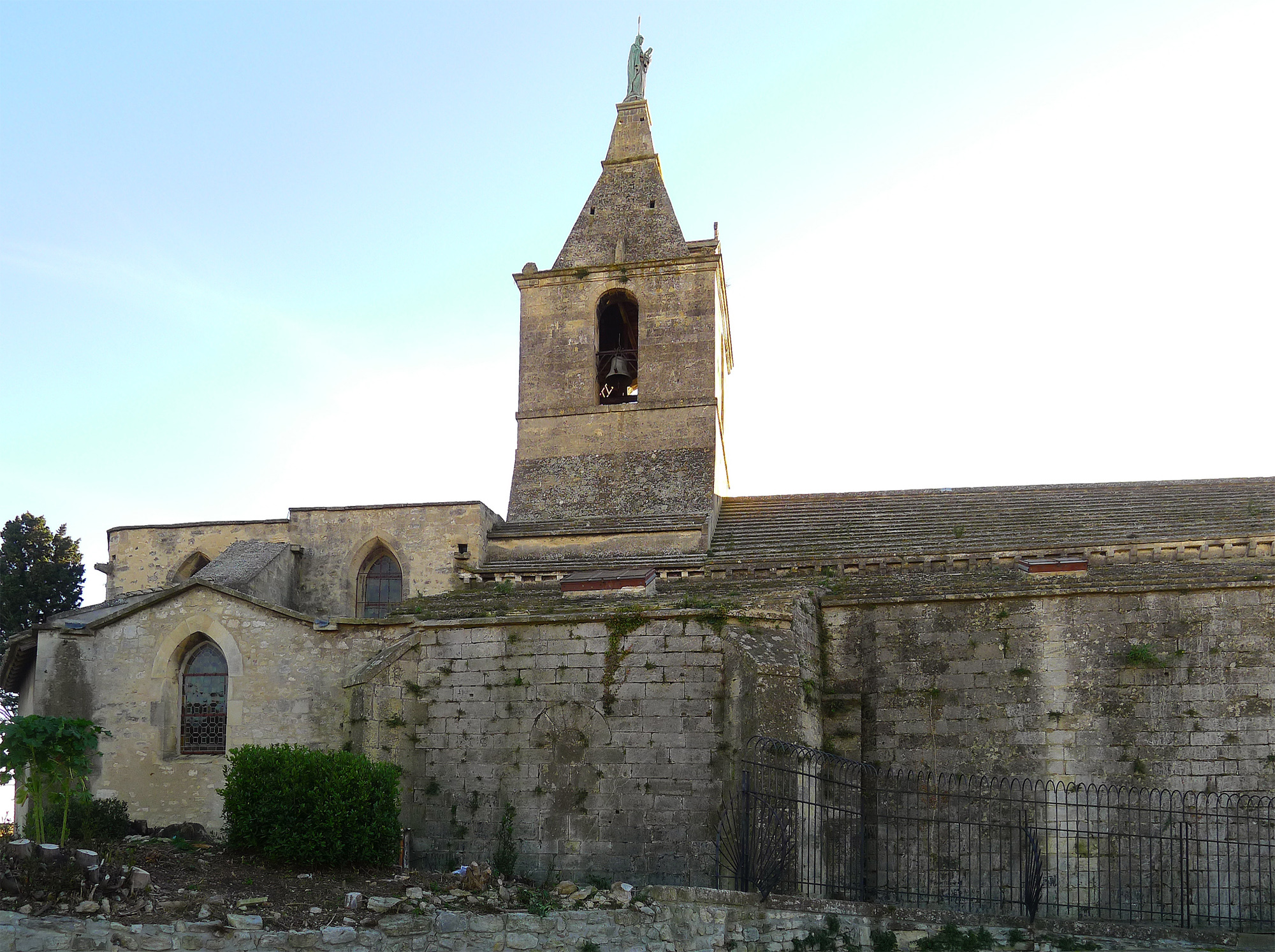
Façade nord.
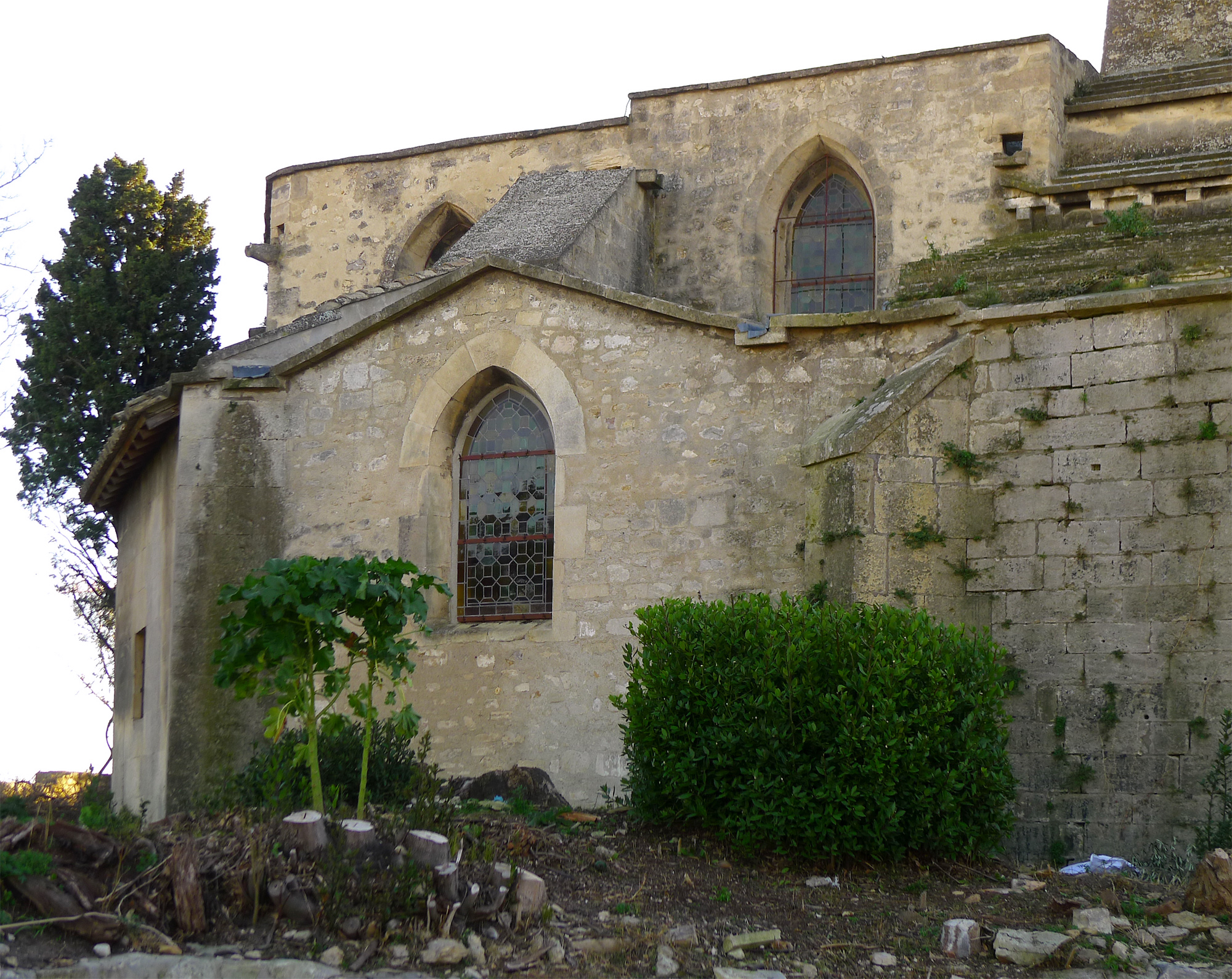
Détail du chevet.

L'abside romane, détruite lors des travaux de réfection, était semi-circulaire et décorée de colonnettes de basalte et de porphyre provenant du temple antique ayant précédé l'église et dont huit furent offertes à Catherine de Médicis lors de son passage à Arles en 1569 et finirent au fond du Rhône, lors de leur transport, près de Pont-Saint-Esprit; deux subsistent à l'ancienne cathédrale Saint Trophime où elles encadrent le retable en pierre surplombant le sarcophage à double registre ayant servi de fonts baptismaux.
La sobre façade, refaite au tout début du XVIIe siècle, est de style Louis XIII. Sa porte principale a été refaite en 1654, sur le modèle de celle de l'église Notre-Dame-la-Principale (de nos jours Sainte Anne), par Louis Ferran.

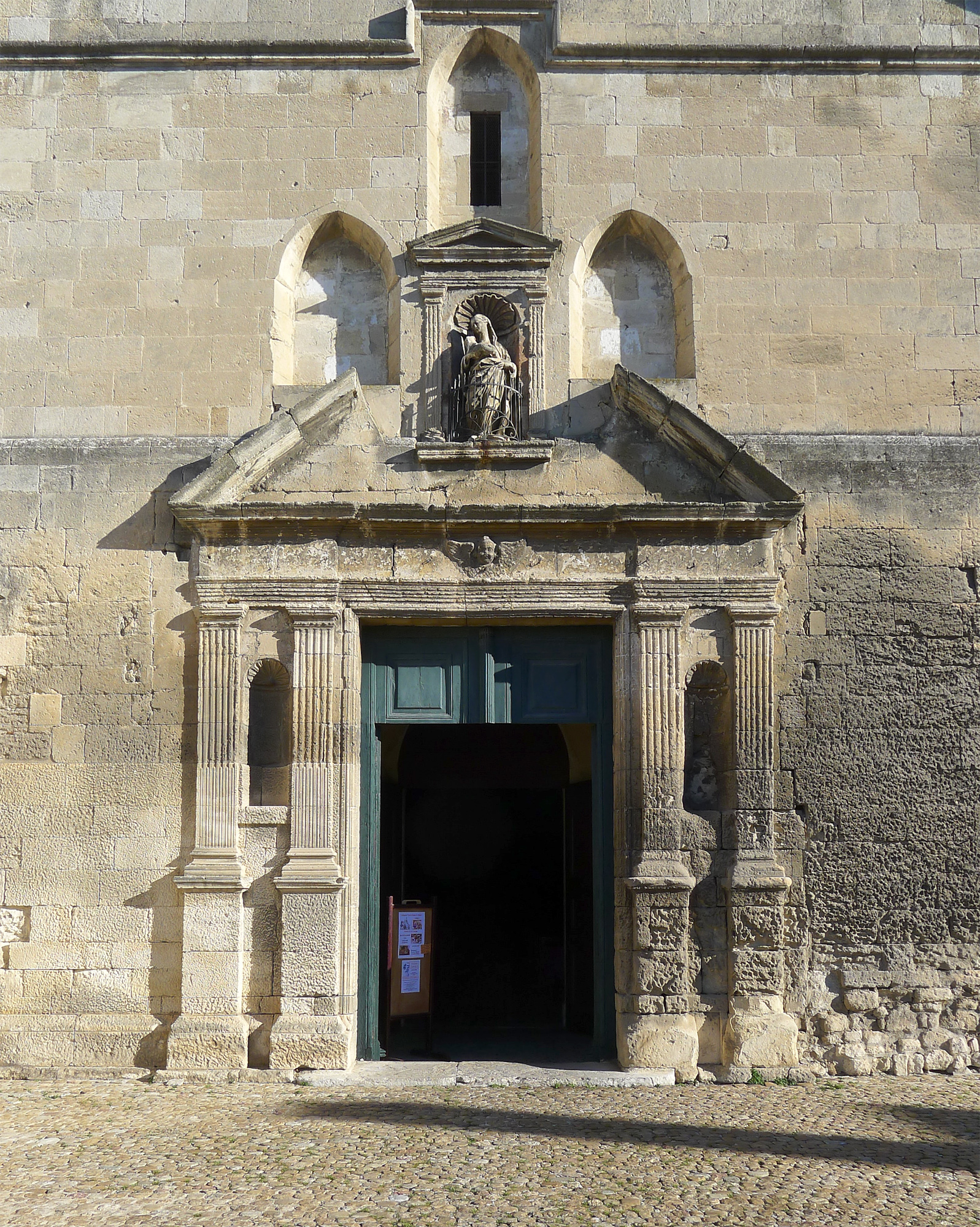
Portail principal de la façade ouest.
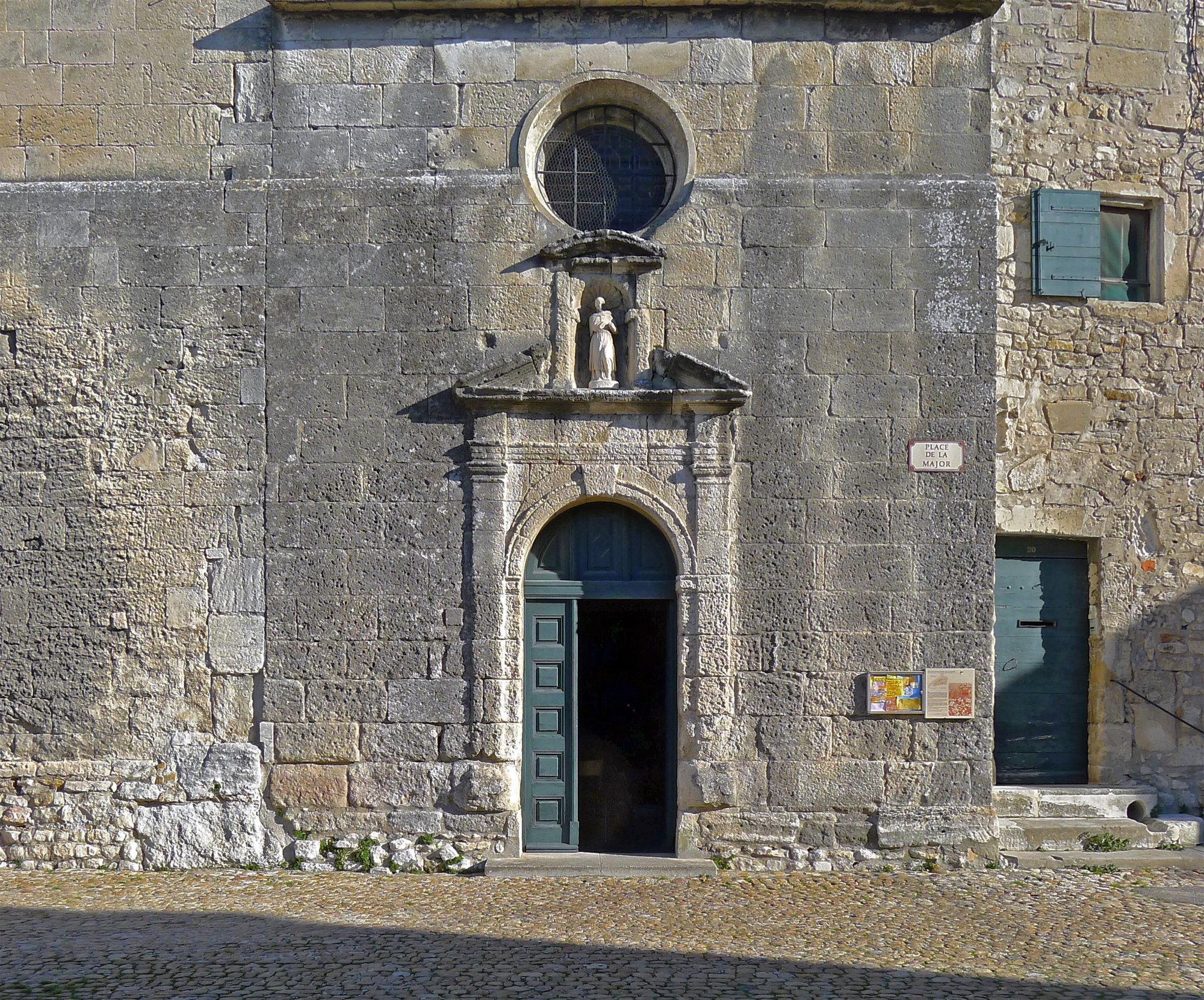
Portail annexe.
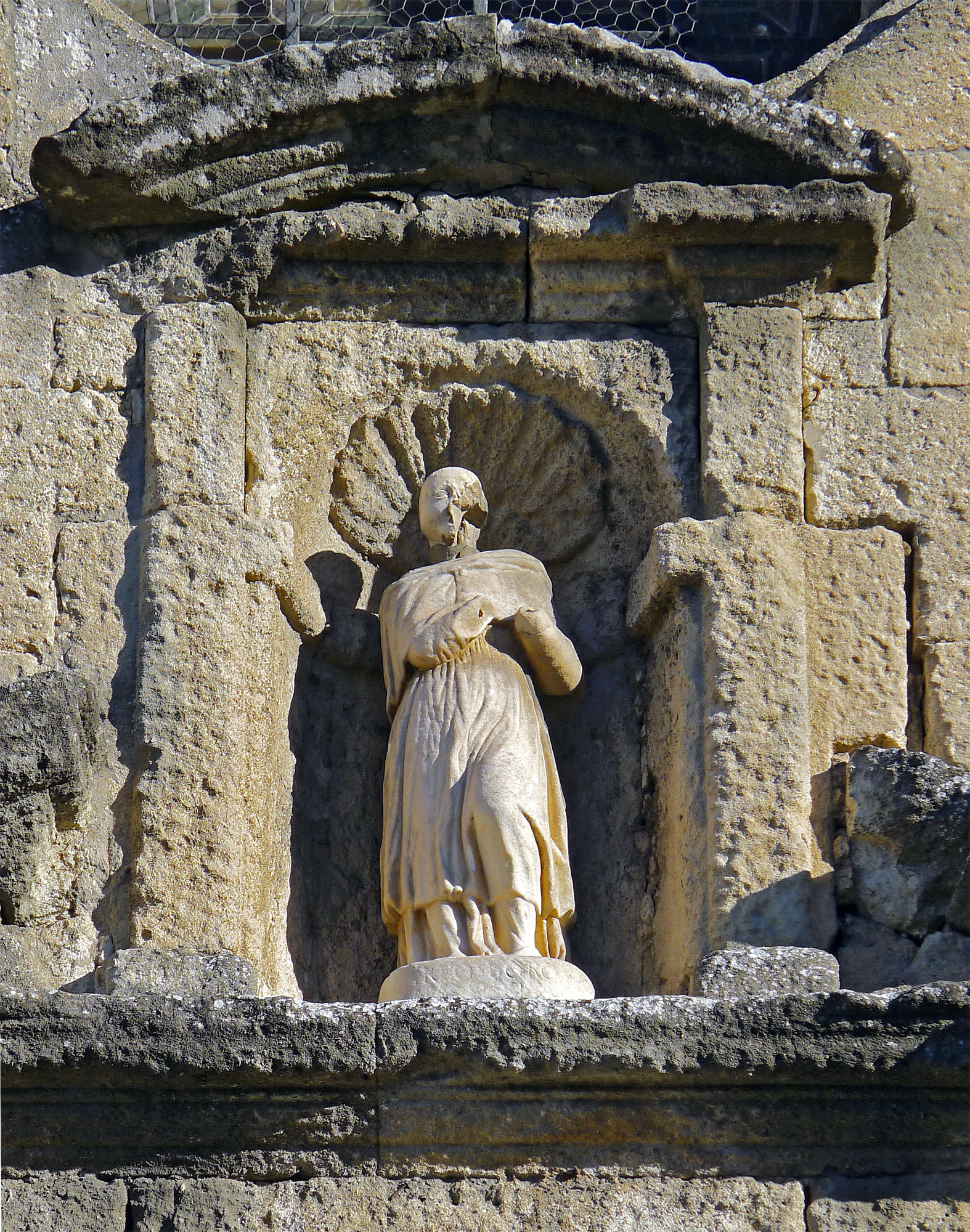
Détail : niche avec statue.

Le clocher, reconstruit en 1579, carré, exhaussé d'une pyramide, est surmonté, en 1867, d'une Vierge à l'Enfant dessinée par E. Lassale et réalisée par B. Cusson. Les cloches de ses baies sud et est sont remplacées en 1834. En 1869 il est muni d'une horloge et on y transfère pour lui servir de timbre la cloche de la cour royale de justice, la plus ancienne de la ville (1534), qui servait au XVIIe siècle à donner le signal de la retraite ou du couvre-feu, à appeler la population à certaines audiences, et surtout, cela jusqu'en 1820, à sonner le glas des condamnés à mort. En décembre 1940 les fils de Georges Paccard d'Annecy-le-Vieux refondent la plus grosse des cloches (600 kg, 98 cm de diamètre, du XVIIe siècle) car fêlée ; elle est remise en place et bénie le 14 octobre 1941.

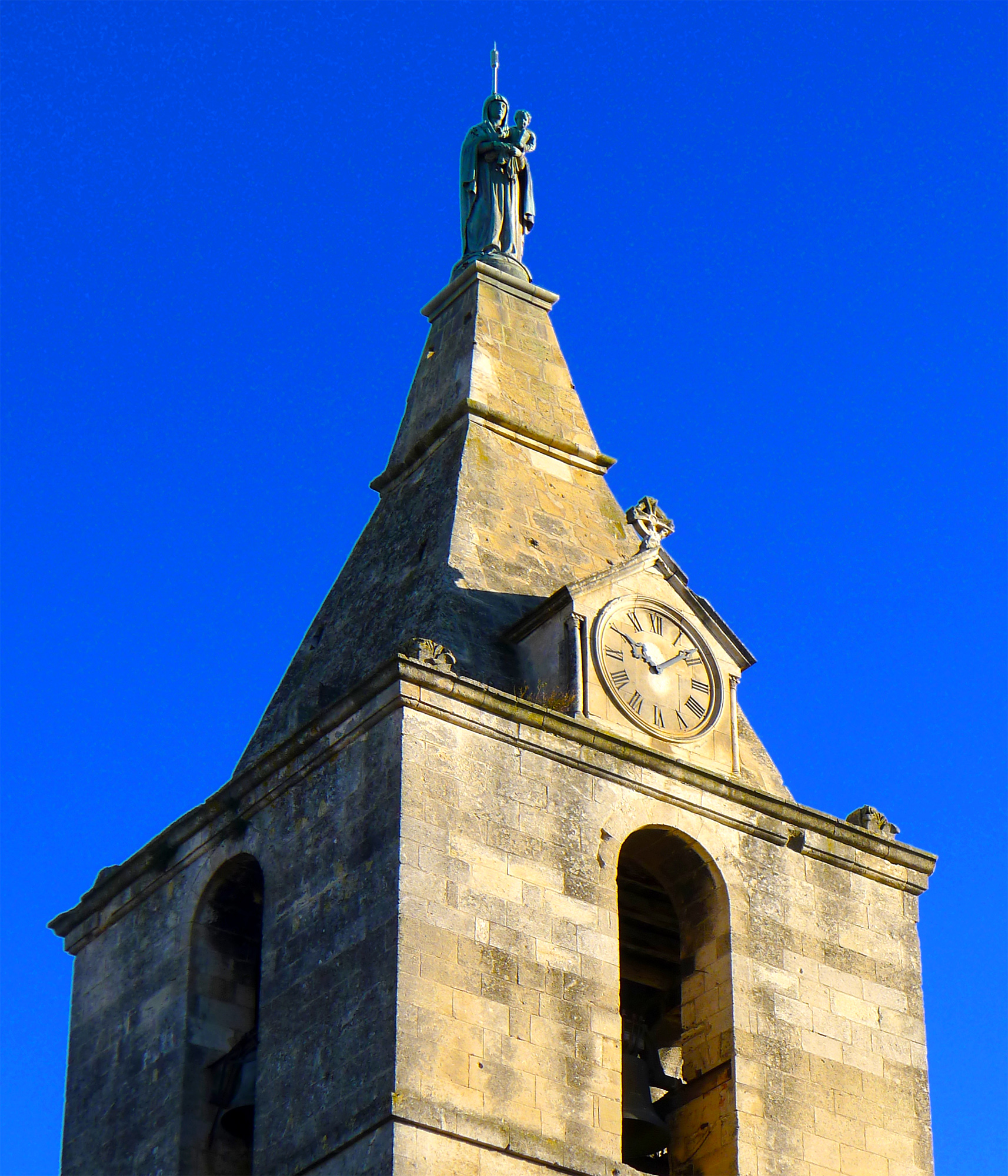
Le clocher avec une statue sommitale et une horloge.

## Intérieur et mobilier

### Collatéral nord
1 - Chapelle Saint-Martin
- À gauche, Croix du pont des Flâneurs, en fer forgé, croix dite de mission, seule rescapée de la poussée anticléricale de décembre 1901 qui fit abattre toutes les croix placées sur la voie publique, mise à l'abri à La Major au cours d'une procession (PHOTO) ;

- au centre, fonts baptismaux en marbre vert (PHOTO) ressemblant curieusement aux bénitiers (PHOTO) se trouvant à l'entrée de la primatiale Saint-Trophime, avec au-dessus un tableau anonyme du XVIIe siècle, représentant l'Apparition de la Vierge à Sainte-Rose de Lima, inscrit au titre objet des monuments historiques depuis le 30 mars 1981[12] ;

- de part et d'autre, deux des 4 tableaux du XVIIe siècle sur les miracles de Saint-Antoine-de-Padoue, provenant de l'ancien couvent des Franciscains d'Arles, inscrits au titre objet des monuments historiques depuis le 29 octobre 1997[13]: la Prédication aux poissons (PHOTO), la Résurrection du jeune-homme assassiné (PHOTO) ;

- à droite, statue en bois polychrome de Saint-Jean-Baptiste (PHOTO), première moitié du XIXe siècle, par l'avignonnais Cournaud[2], inscrite au titre objet des monuments historiques depuis le 30 mars 1981[14].

2 - Chapelle Saint-Véran
Son mobilier originel ayant disparu, on y trouve sur un petit autel en marbre polychrome une statue peinte de Saint-Roch (PHOTO), très souvent représenté à Arles sous des formes variées (tableaux, statues, niches aux angles des rues) car invoqué pour se protéger de la redoutable peste.
3 - Chapelle du Sacré-Cœur
- Au centre, Sacré Cœur de Jésus (PHOTO), statue en marbre du XIXe siècle, dessinée par Johann Friedrich Overbeck et sculptée par Hauffman, bénie par le pape Pie IX;

- de part et d'autre, les deux autres tableaux du XVIIe siècle sur les miracles de Saint-Antoine-de-Padoue, provenant de l'ancien couvent des Franciscains d'Arles, inscrits au titre objet des monuments historiques depuis le 29 octobre 1997[15]: la Mule s'agenouillant devant l'Eucharistie (PHOTO), la Jambe coupée ressoudée (PHOTO);

- à droite, statue polychrome de Saint-Antoine-de-Padoue (PHOTO);

- puits de lumière très joliment intégré au centre de la voûte de la chapelle (PHOTO).

4 - Chapelle du Purgatoire
- Au centre, grand crucifix (PHOTO) ;

- à droite, tableau du peintre aixois Carpenel de 1742 figurant la Vierge Marie présentant l'Enfant-Jésus à Saint-Blaise en costume d'évêque et Saint-Jean identifiable grâce à l'aigle et au livre, très intéressant car seul exemplaire connu à ce jour de peinture religieuse de cet artiste ; déposé dans cette chapelle après sa restauration en attendant celle du retable dont il provient, au-dessus de l'autel dit St Blaise.

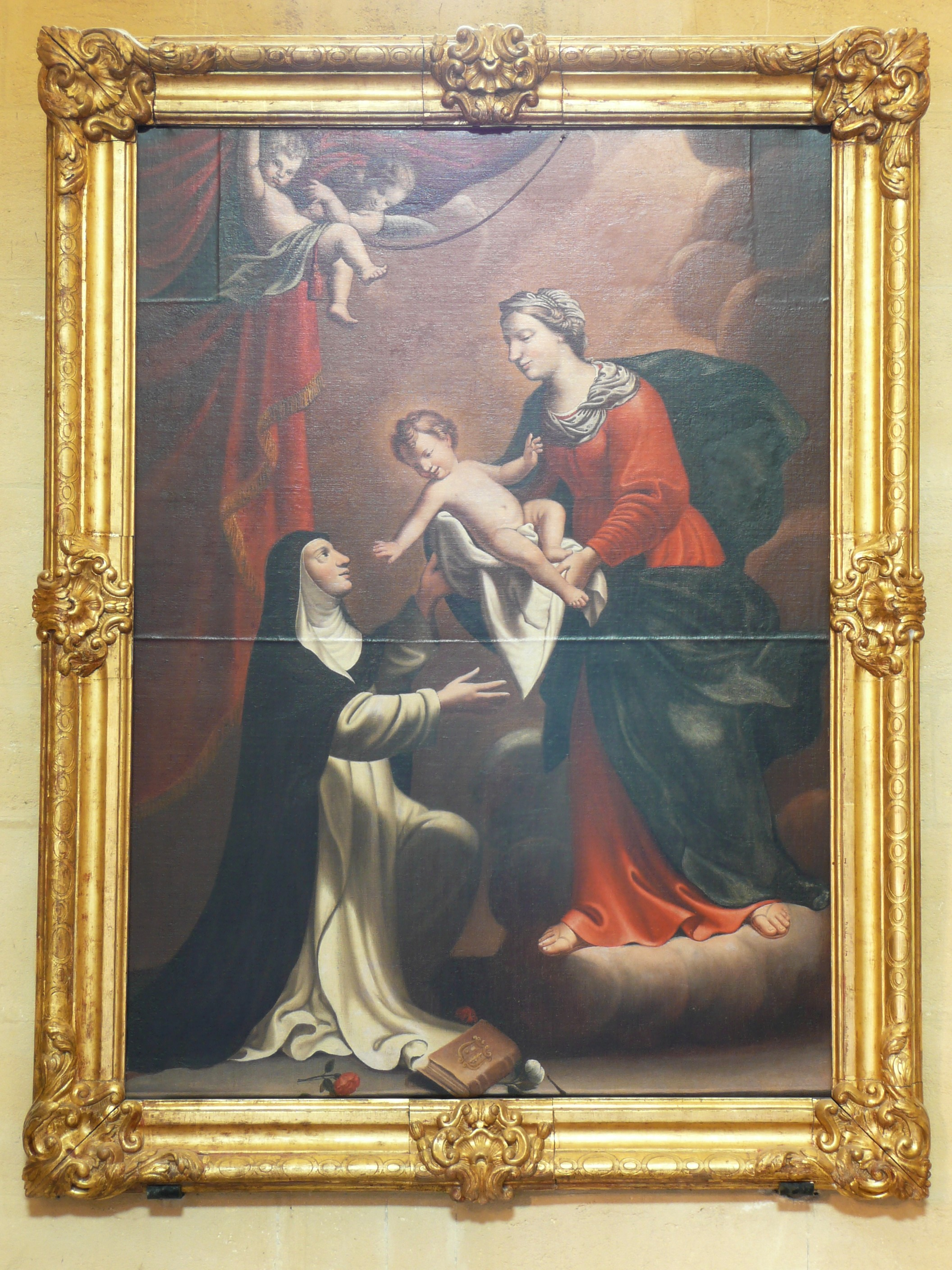
Vierge présentant l'Enfant à Sainte Rose de Lima.
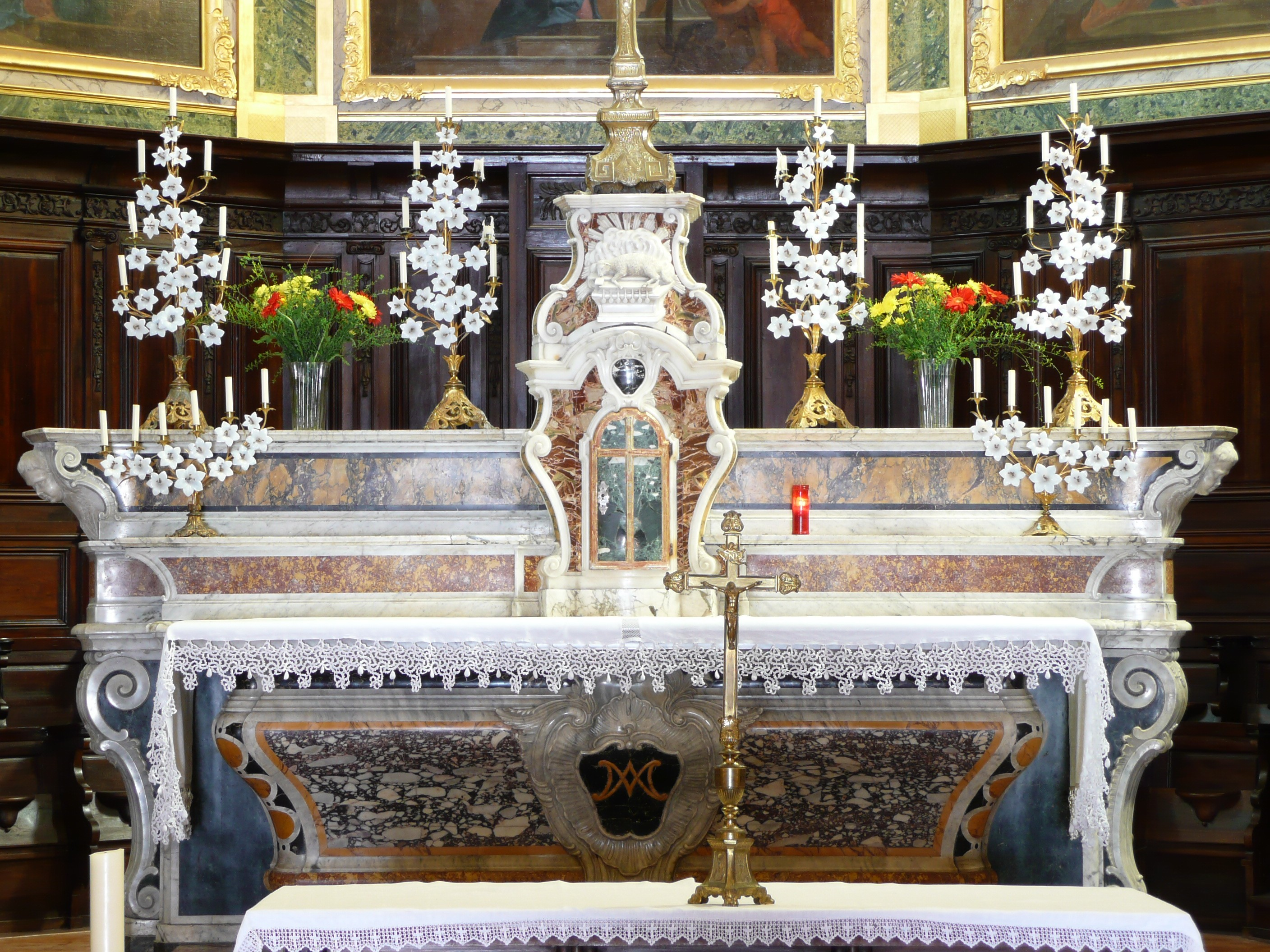
Maître-autel.
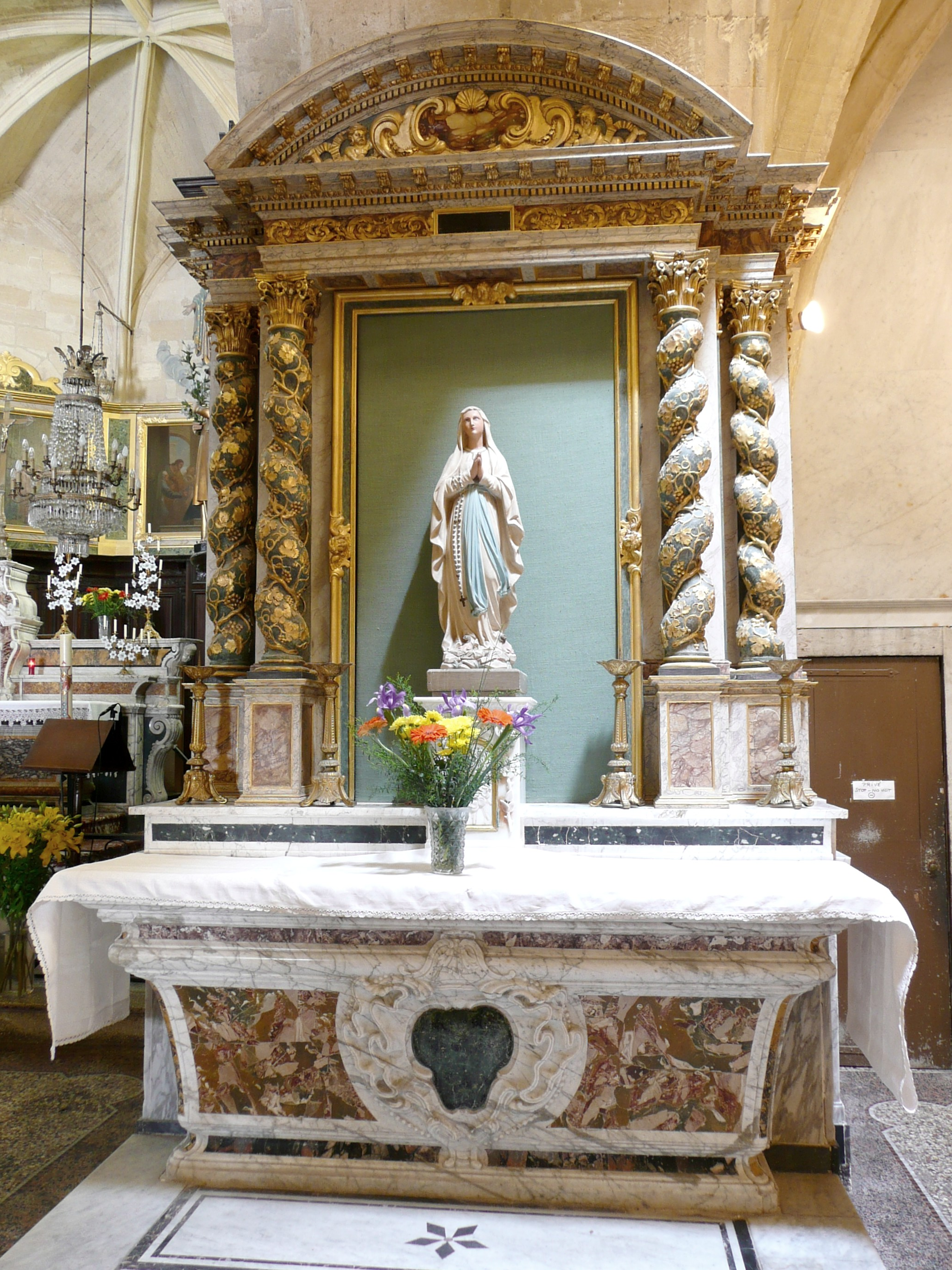
Autel N.-D.de Pitié.
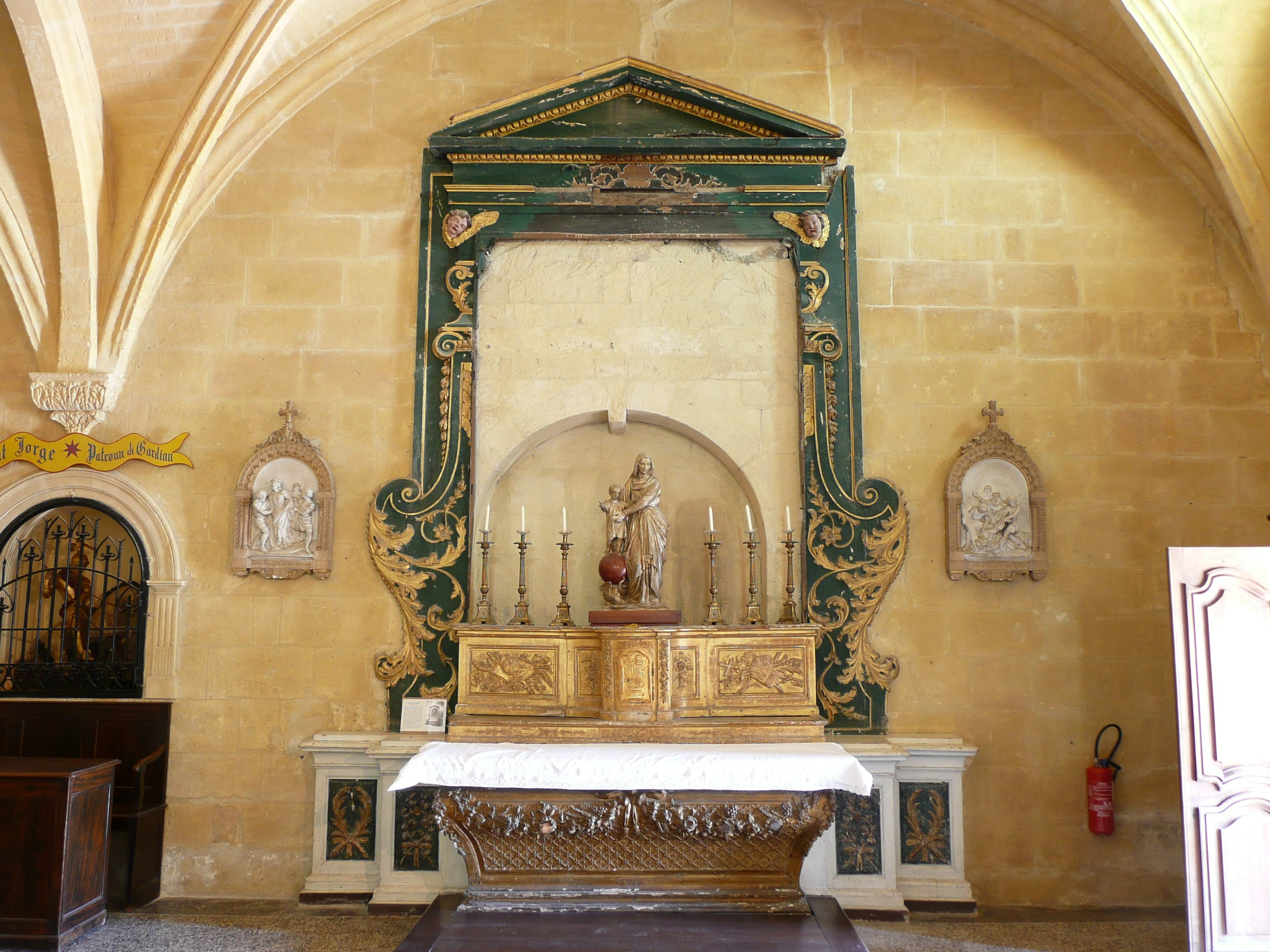
Maître-autel et retable de l'église Saint-Blaise.
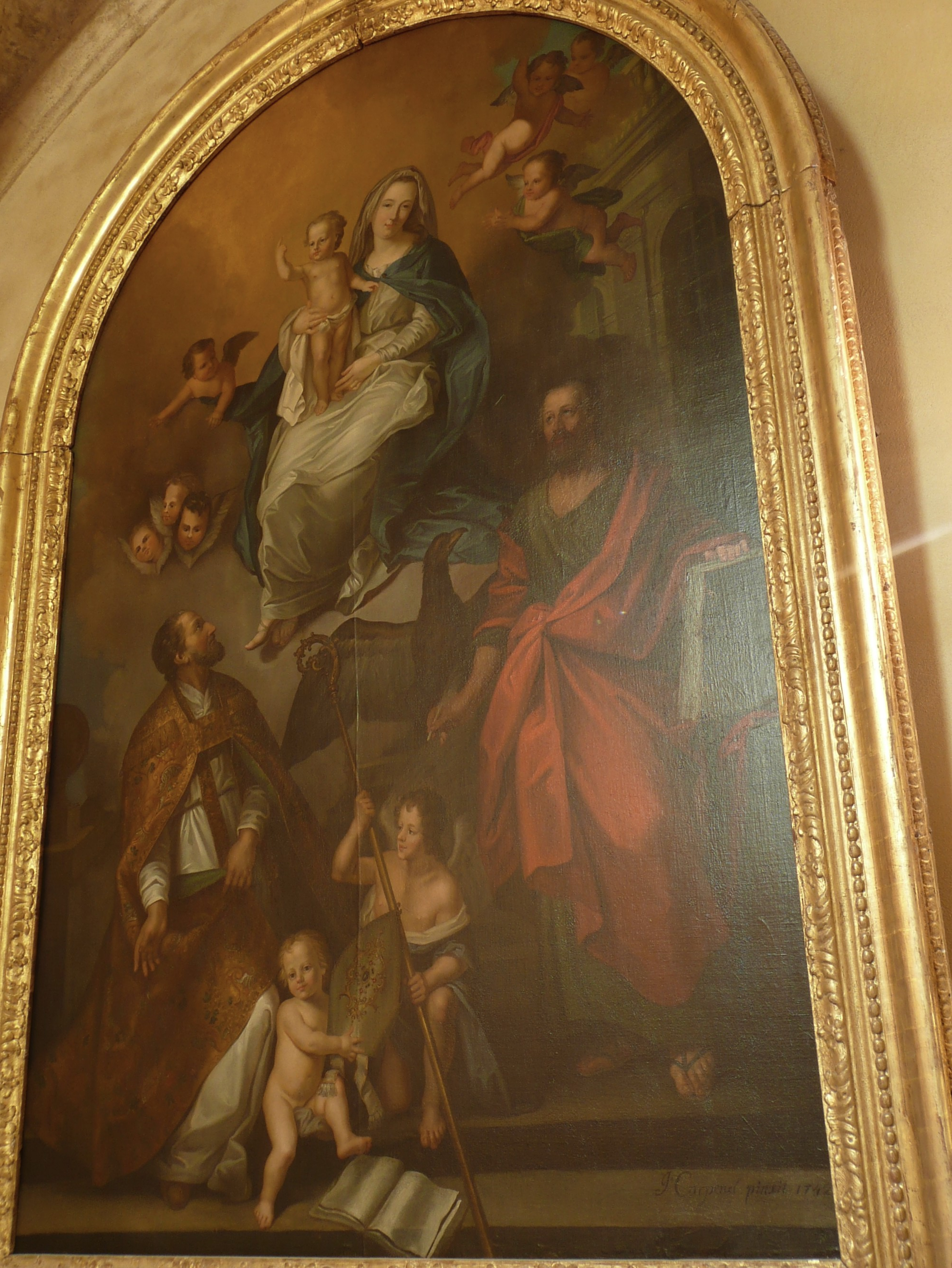
Tableau de Carpenel.

### Nef
- 5 - Autel de Notre-Dame-la-Major[2]

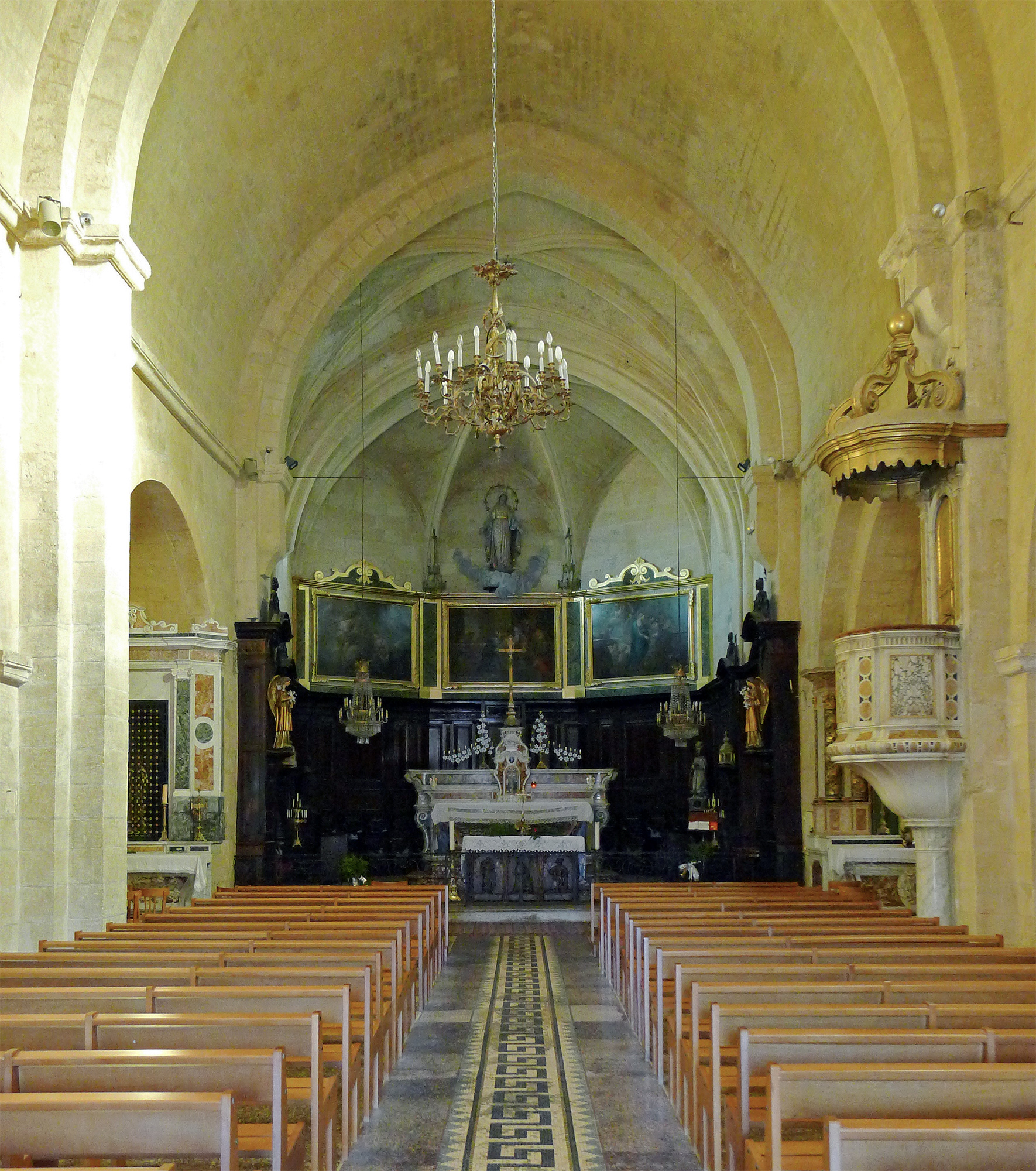

Son retable entoure la niche ménagée dans le troisième pilier nord pour abriter à l'origine un buste en argent de la Vierge, réputé miraculeux, fondu à la Révolution, et close à cette époque par un tableau représentant une Vierge à l'Enfant remplacé aujourd'hui par une grille ; on y trouve désormais une statue-reliquaire de Charles Borromée du XVIIe siècle. Cet autel en marbre polychrome (PHOTO), refait en 1781 a été restauré en 2012 ;
- 6 - Autel de Notre-Dame de Pitié[2]

Adossé au troisième pilier sud, il date de 1677, est en marbre polychrome, avec un retable orné d'une toile illustrant la Déploration du Christ et portant les armes de Louis d'Aube de Roquemartine (d'origine arlésienne, dernier du nom après 5 siècles et le décès de son frère aîné Claude marquis de Roquemartine ; né à Roquemartine le 9 décembre 1630, baptisé le 5 mars 1634 à Arles, mort à Arles le 19 septembre 1713, prévôt de la métropole Saint Trophime de 1650 à 1704, évêque de Grasse de 1675 à 1680 puis comte-évêque de Saint-Paul-Trois-Châteaux de 1680 à 1713), déposée en attente de sa restauration, classé au titre objet des monuments historiques depuis le 11 janvier 1982 ;
- Chaire à prêcher (PHOTO)

En marbre polychrome du XVIIIe siècle, elle a été sculptée, comme celle de la chapelle des Rois de Saint-Trophime, par le Lisbonnais Emmanuel Carvalho, inscrite au titre objet des monuments historiques depuis le 29 octobre 1997; elle fit suite à une plus ancienne dont il ne reste que l'escalier et sa porte d'accès, sur le côté ouest du deuxième pilier sud, entourée d'un encadrement sculpté dans la pierre, au décor Renaissance (1589) avec un fronton curviligne brisé et deux pilastres latéraux cannelés (PHOTO), typiques du style maniériste, et dû au maître-maçon arlésien Pierre Piau.

### Collatéral sud
- 7 - Chapelle de la Vierge Marie

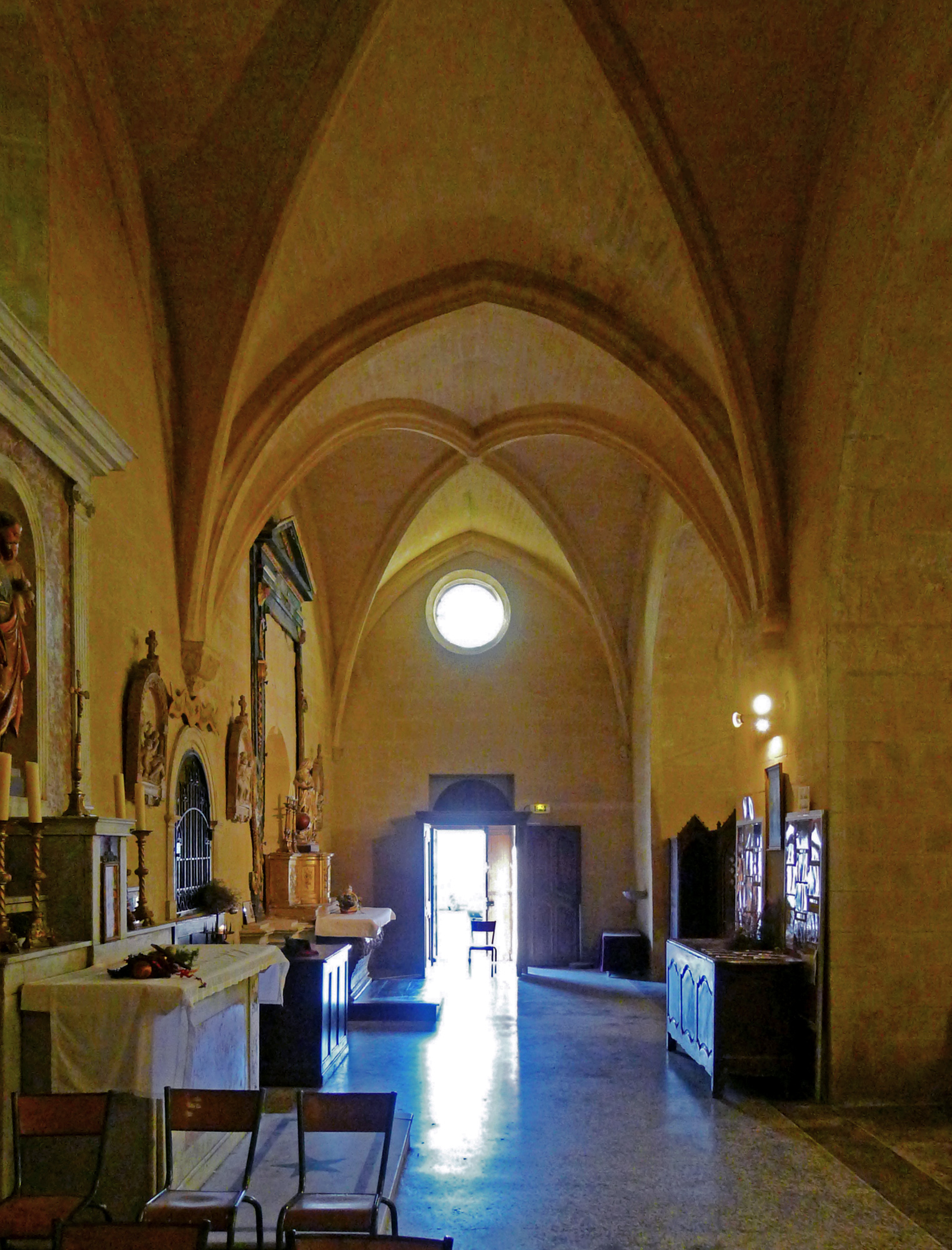

Autrefois chapelle Saint-Marc dont il ne reste que la très belle clé de voûte représentant saint Marc l'évangéliste avec son symbole : le lion ailé de Venise (PHOTO), ayant probablement abrité la relique aujourd'hui disparue de la mandibule de saint Marc ; elle est depuis le XIXe siècle dédiée à la Vierge et décorée d'un autel en marbre polychrome au beau décor néoclassique surmonté  d'une Vierge à l'Enfant (PHOTO), statue en marbre du XIXe siècle de l'artiste italien Raffaelle Monti ; à gauche, au-dessus d'un confessionnal, tableau l'Instauration du Rosaire du peintre arlésien François Huard en 1837, représentant saint Dominique recevant le Rosaire des mains de l'Enfant-Jésus porté par la Vierge et entouré des 15 médaillons des Mystères du Rosaire (PHOTO), classé au titre objet des monuments historiques depuis le 11 janvier 1982.
- 8 - Chapelle Saint-Joseph

Auparavant dédiée à saint- Charles-Borromée, elle est ornée de deux statues peintes, l'une de saint Joseph (PHOTO), l'autre de Jeanne d'Arc (PHOTO).
- 9 - Espace de la Confrérie des Gardians de Saint Georges

Au-dessus du banc d'œuvre de la confrérie, se trouve une niche fermée de barreaux en forme de trident camarguais, outil basique pour le travail du gardian, et abritant la statue en bois polychrome et doré, anonyme du XIXe siècle, représentant le saint-patron des gardians : saint Georges, terrassant le dragon (PHOTO) ; inscrite au titre objet des monuments historiques depuis le 29 octobre 1997.

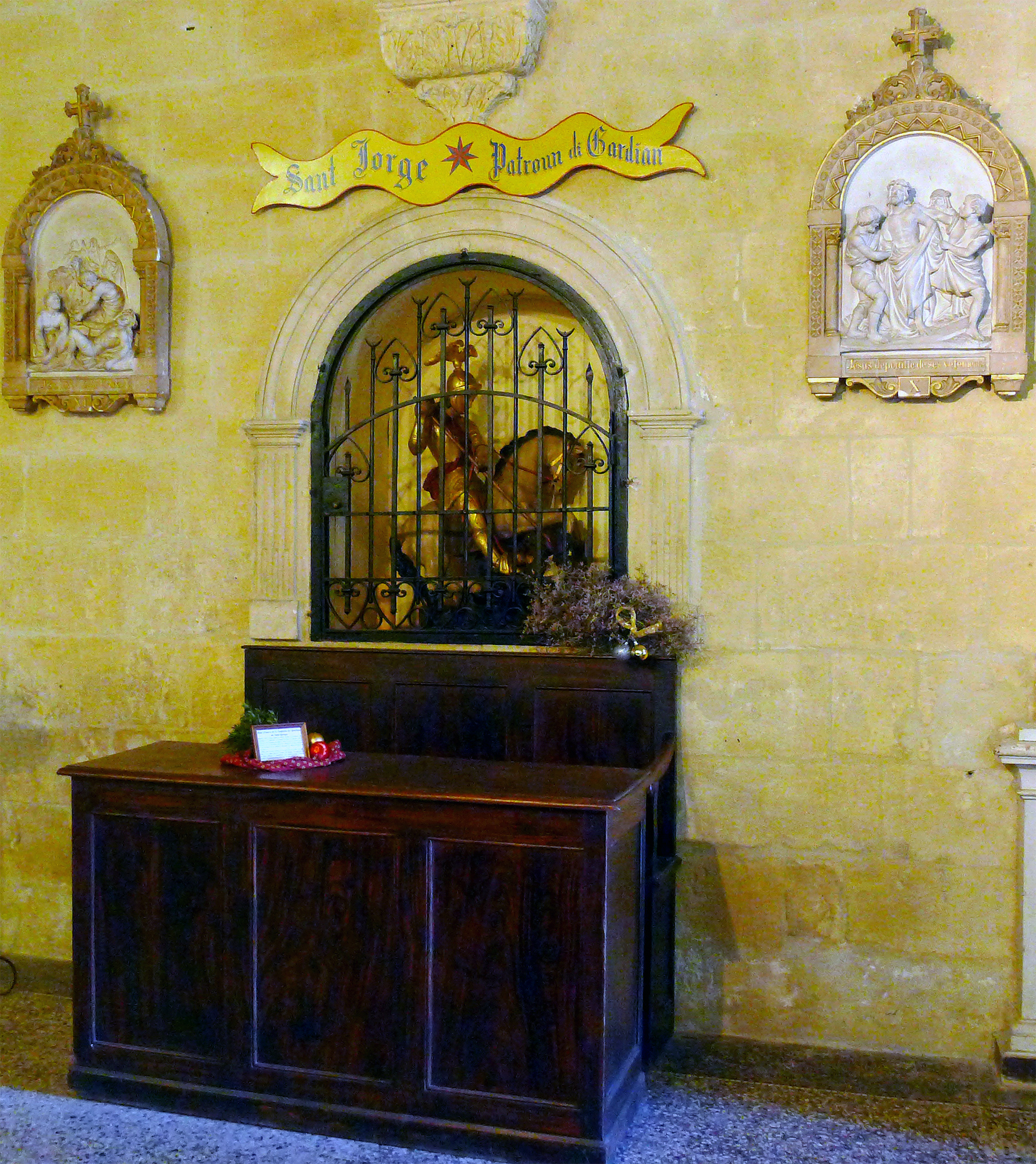
Espace de la Confrérie.
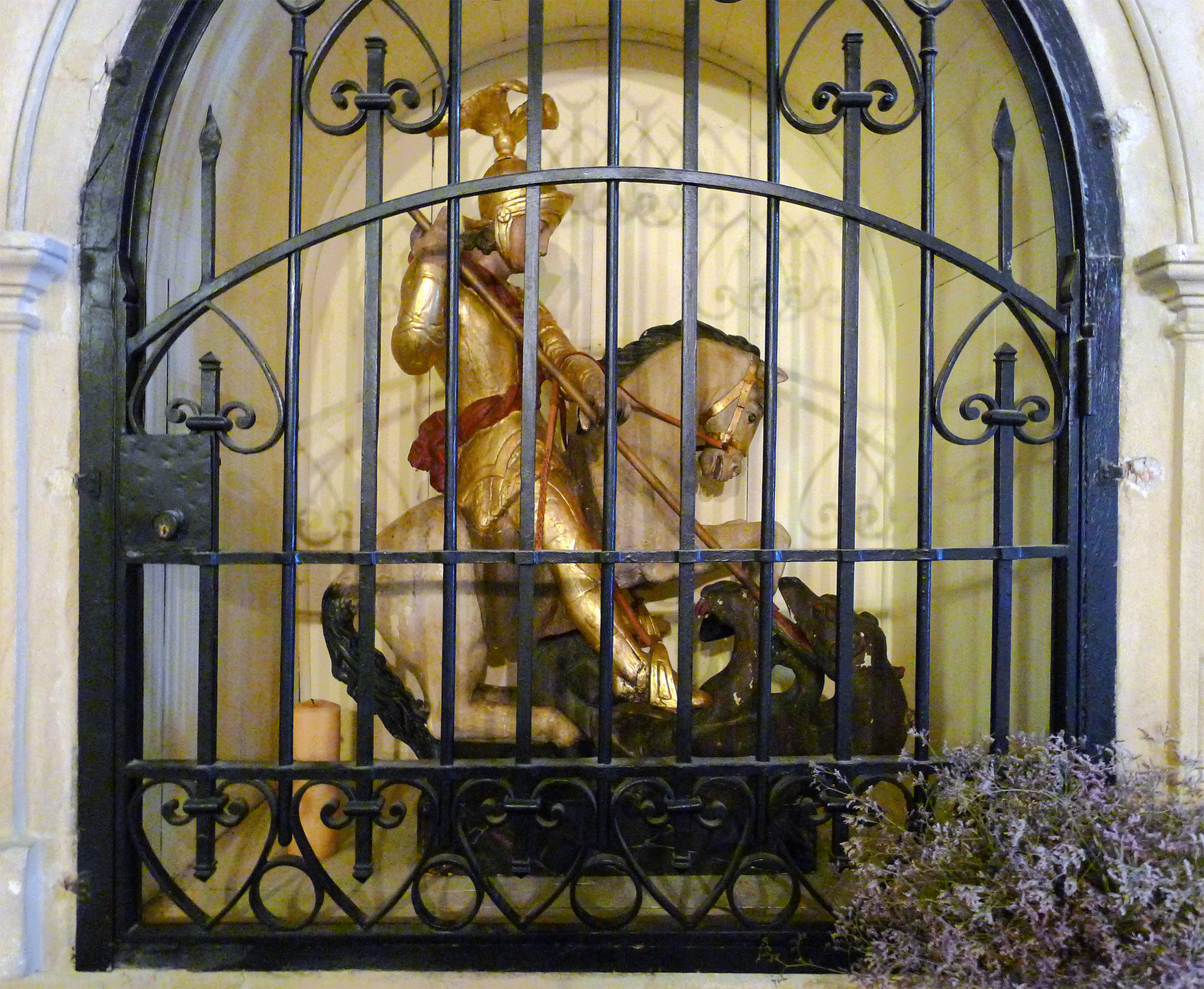
Statue de saint Georges.

- 10 - Maître-autel en bois doré du XVIIe siècle

Provenant de l'ancienne église Saint-Blaise, il est surmonté d'un retable qui supportait un tableau de Carpenel de 1742 figurant la Vierge Marie présentant l'enfant-Jésus à saint Blaise en costume d'évêque et saint Jean identifiable grâce à l'aigle et au livre, le tout classé au titre objet des monuments historiques depuis le 11 janvier 1982 ; on peut constater depuis la dépose du tableau pour restauration que le retable n'était pas originellement conçu pour lui et qu'il a été modifié pour le recevoir (PHOTO) ; la toile et son cadre en bois doré, restaurés, sont provisoirement installés dans la chapelle du Purgatoire, le retable devant à son tour être restauré.

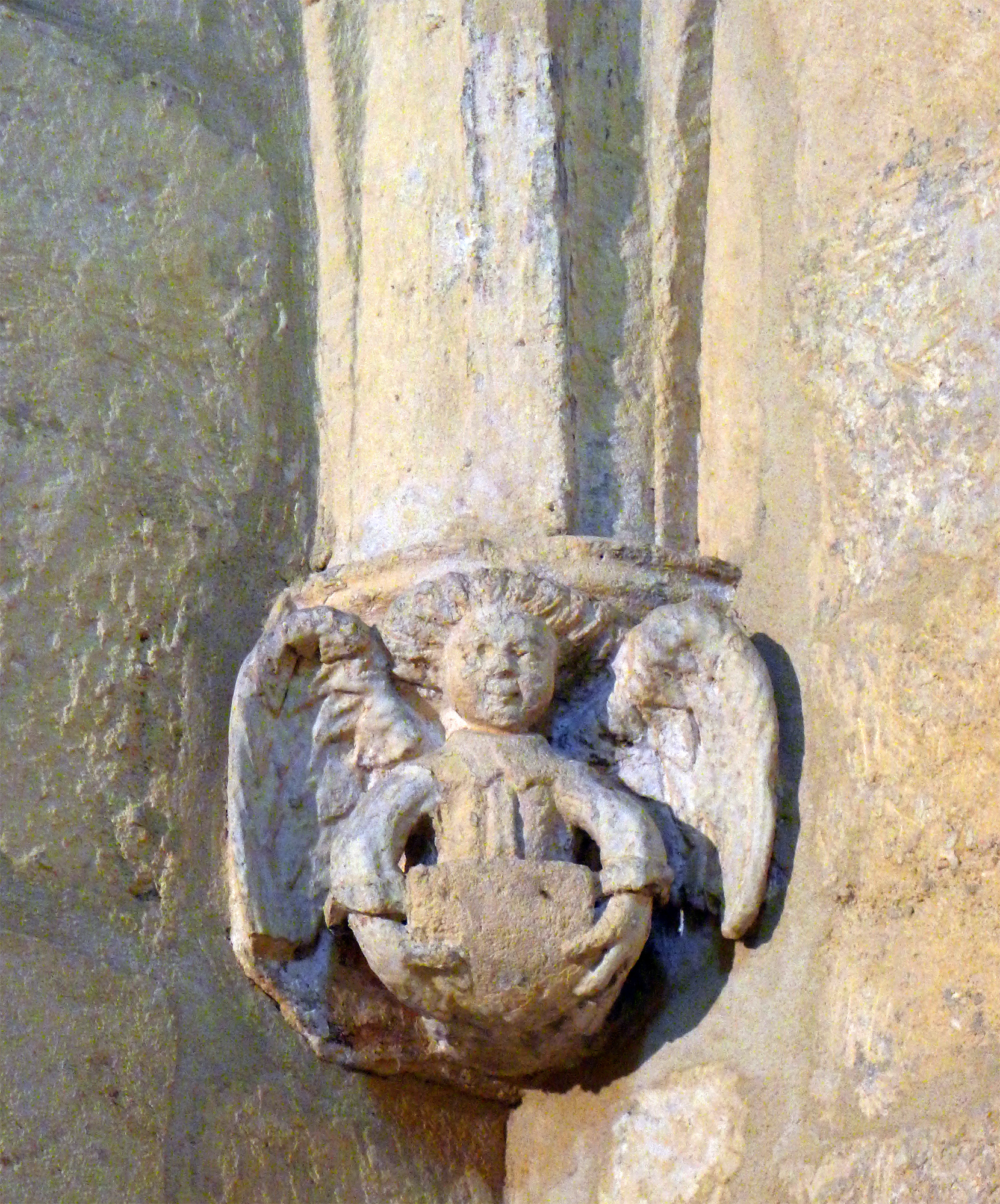
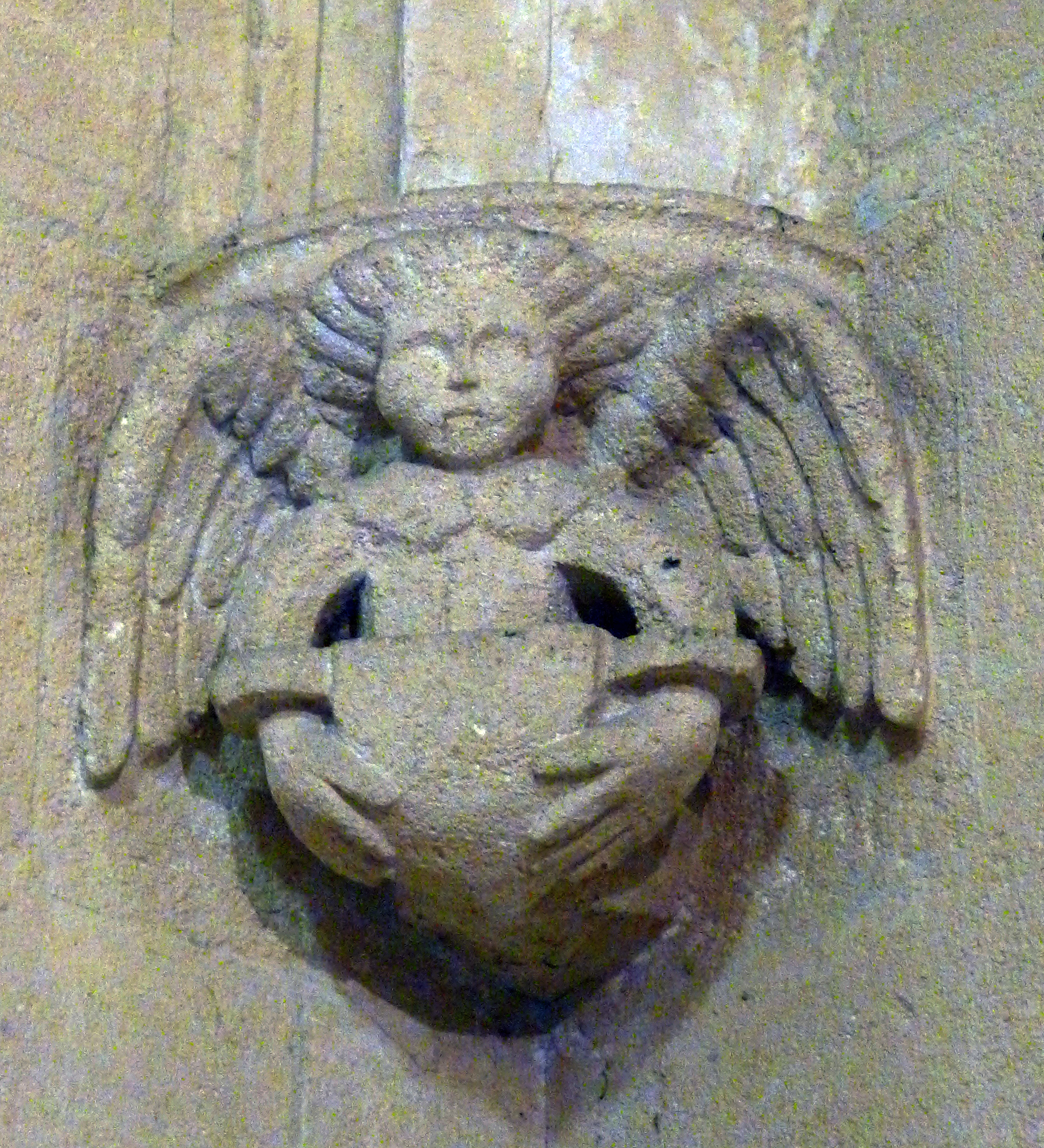
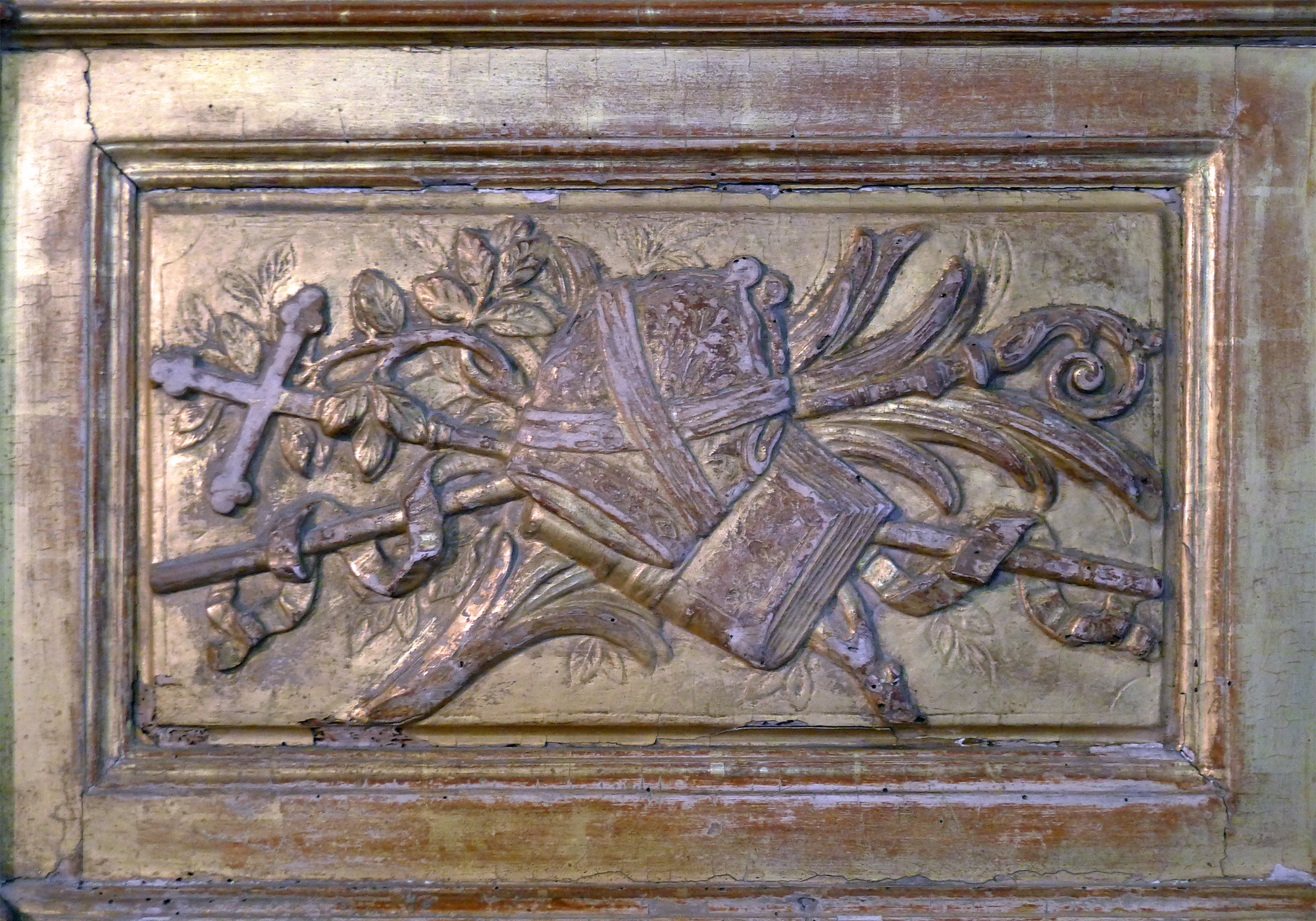
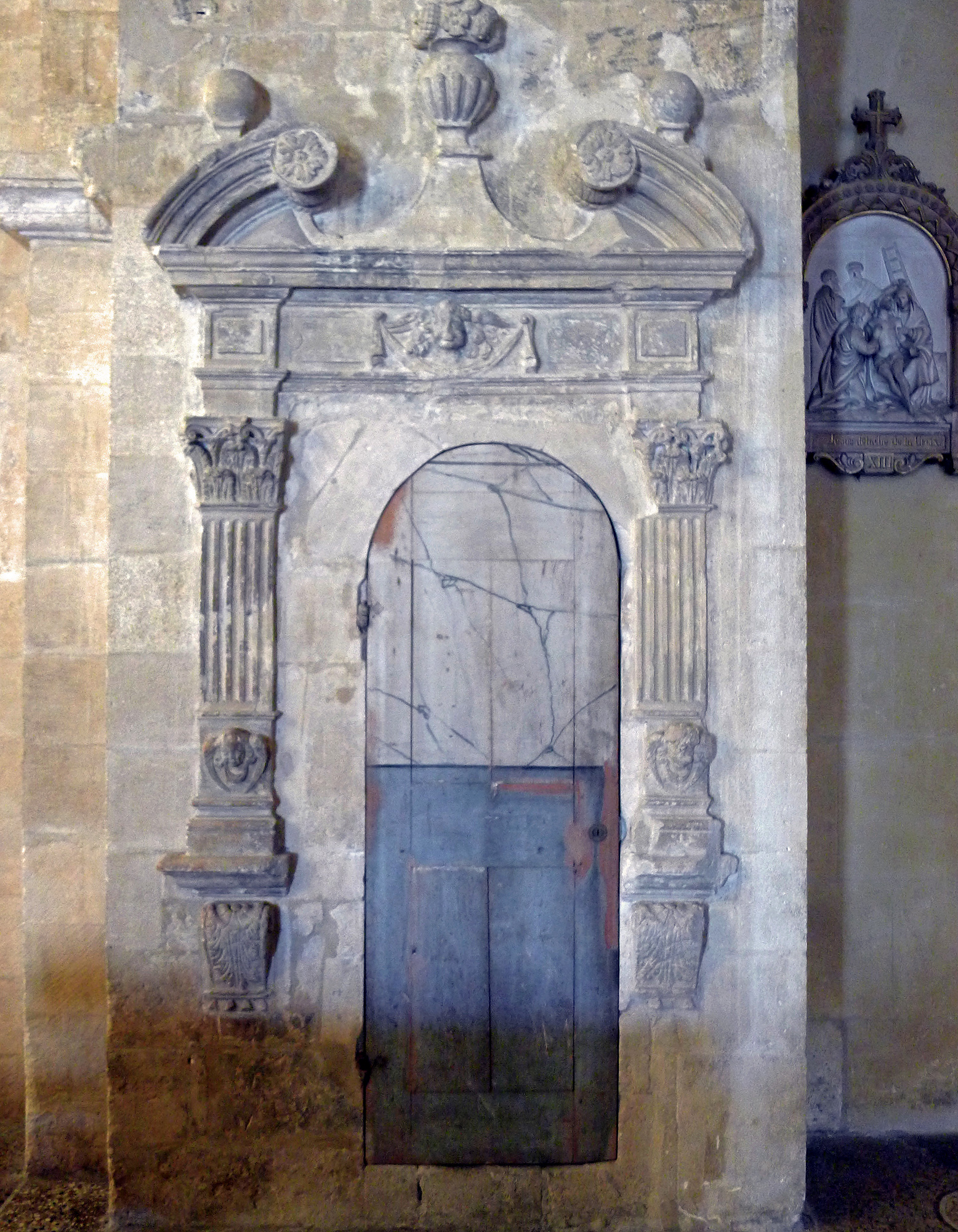
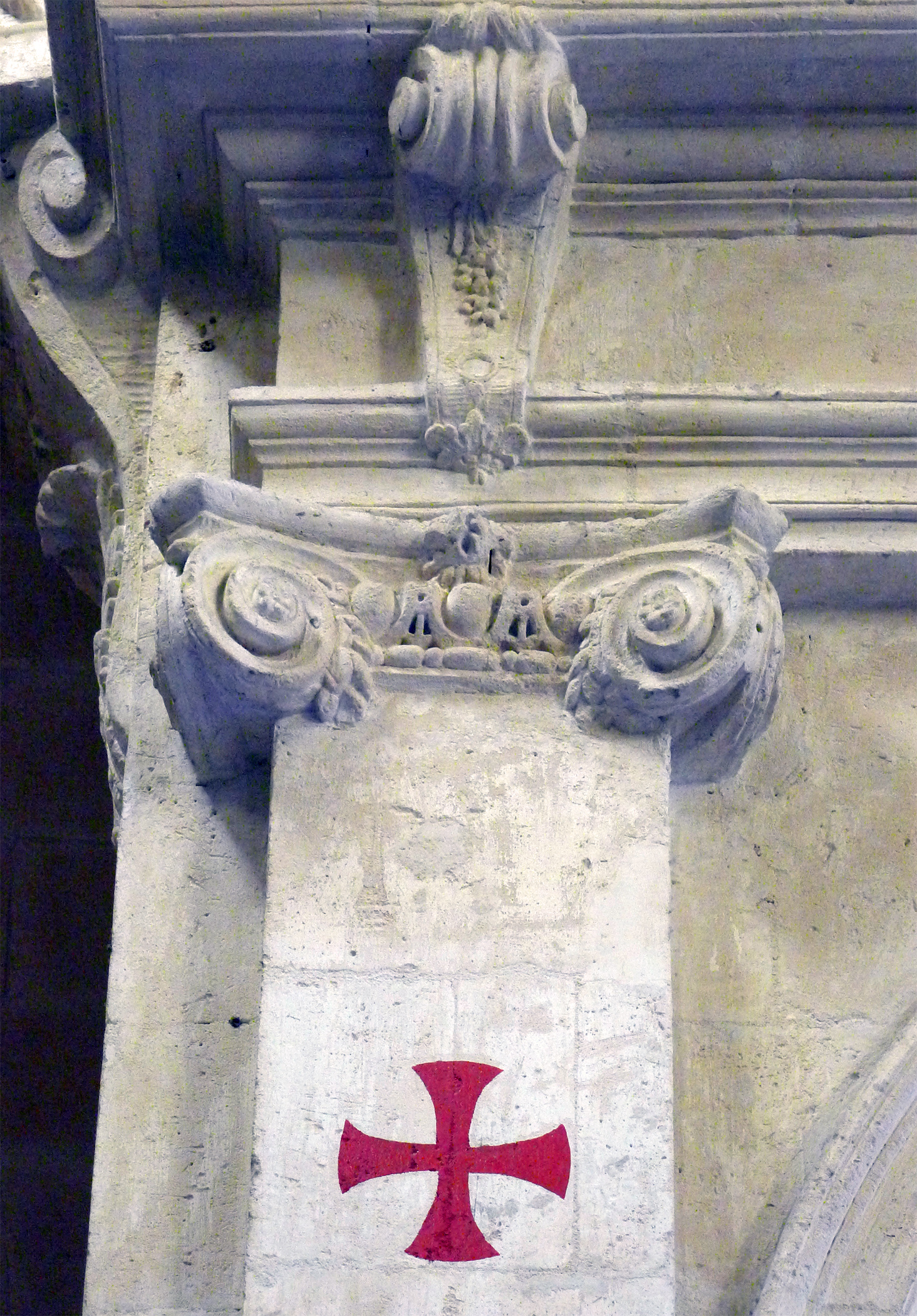

### Chœur
- Au premier plan, ancien banc d'œuvre de la confrérie de Saint-Véran (patron des bergers) de 1852 avec remploi de panneaux plus anciens (vers 1760) servant maintenant d'autel de célébration (PHOTO), inscrit au titre objet des monuments historiques depuis le 30 mars 1981[21], panneau central représentant saint Véran domestiquant la Coulobre, à gauche une allégorie du Christ en Bon Pasteur, à droite un berger en costume du XVIIIe siècle ;

- Derrière lui, maître-autel en marbre polychrome, vers 1770, du sculpteur lisbonnais Emmanuel Carvalho, inscrit au titre objet des monuments historiques depuis le 30 mars 1981[22]

- Plus en arrière, lambris, stalles et sellettes de reliquaire, en noyer, édifiés par le maître-menuisier arlésien Joseph Severa et sculptés par Jean-Baptiste Laroche, en 1716[8], classés au titre objet des monuments historiques depuis le 11 janvier 1982[23], et surplombés d'un retable comprenant

- Trois tableaux du XVIIIe siècle, de l'atelier avignonnais Parrocel[8], représentant, de gauche à droite, l’Annonciation, la Présentation au Temple et la Visitation, classés avec leurs cadres au titre objet des monuments historiques depuis le 11 janvier 1982[24] ;

- 2 reliquaires en bois doré du XIXe siècle: celui des saints Côme et Damien, patrons des chirurgiens, inscrit au titre objet des monuments historiques depuis le 30 mars 1981[25], et celui de sainte Rusticule ou Marcia d'Arles, supérieure du couvent de moniales de Saint-Césaire, inscrit au titre objet des monuments historiques depuis le 30 mars 1981[26] ;

- 2 statues en bois : côté évangile Saint-Martin (PHOTO), simplement cirée, par le sculpteur avignonnais Cournaud ; côté épître statue-reliquaire polychrome représentant saint Véran soumettant la Coulobre[2].

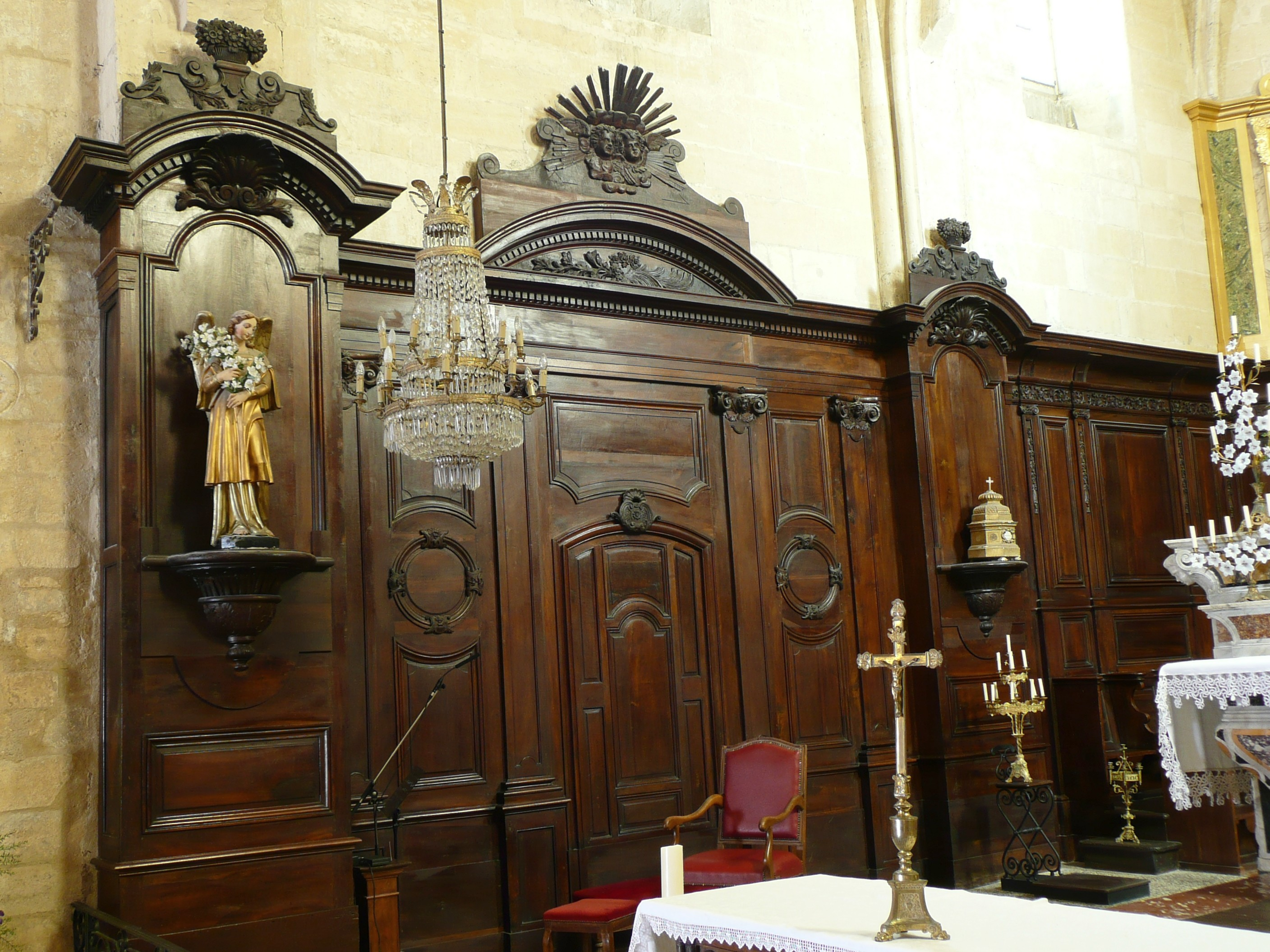
Lambris côté évangile.
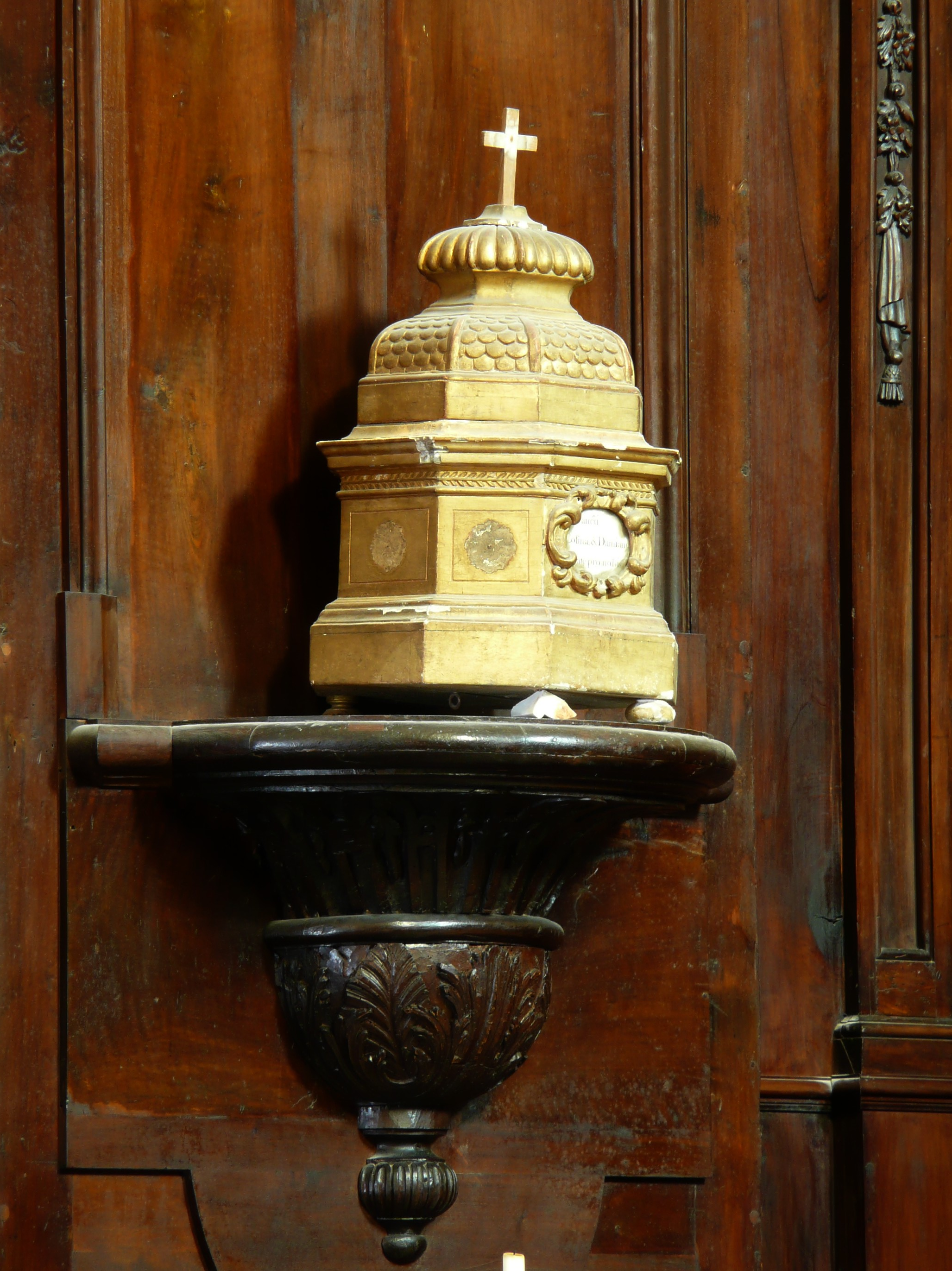
Reliquaire des saints Côme et Damien.
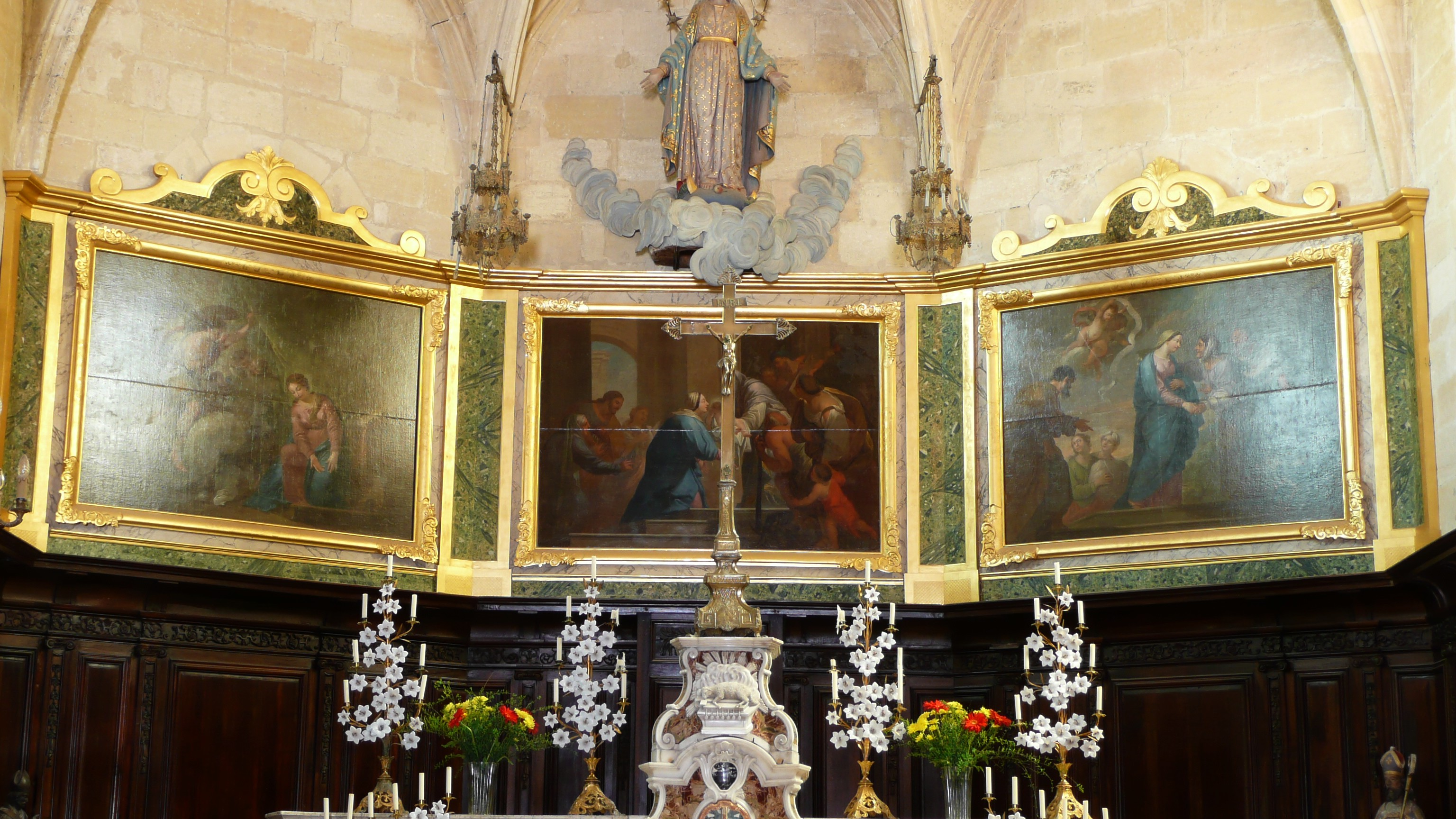
Annonciation, Présentation au Temple et Visitation.
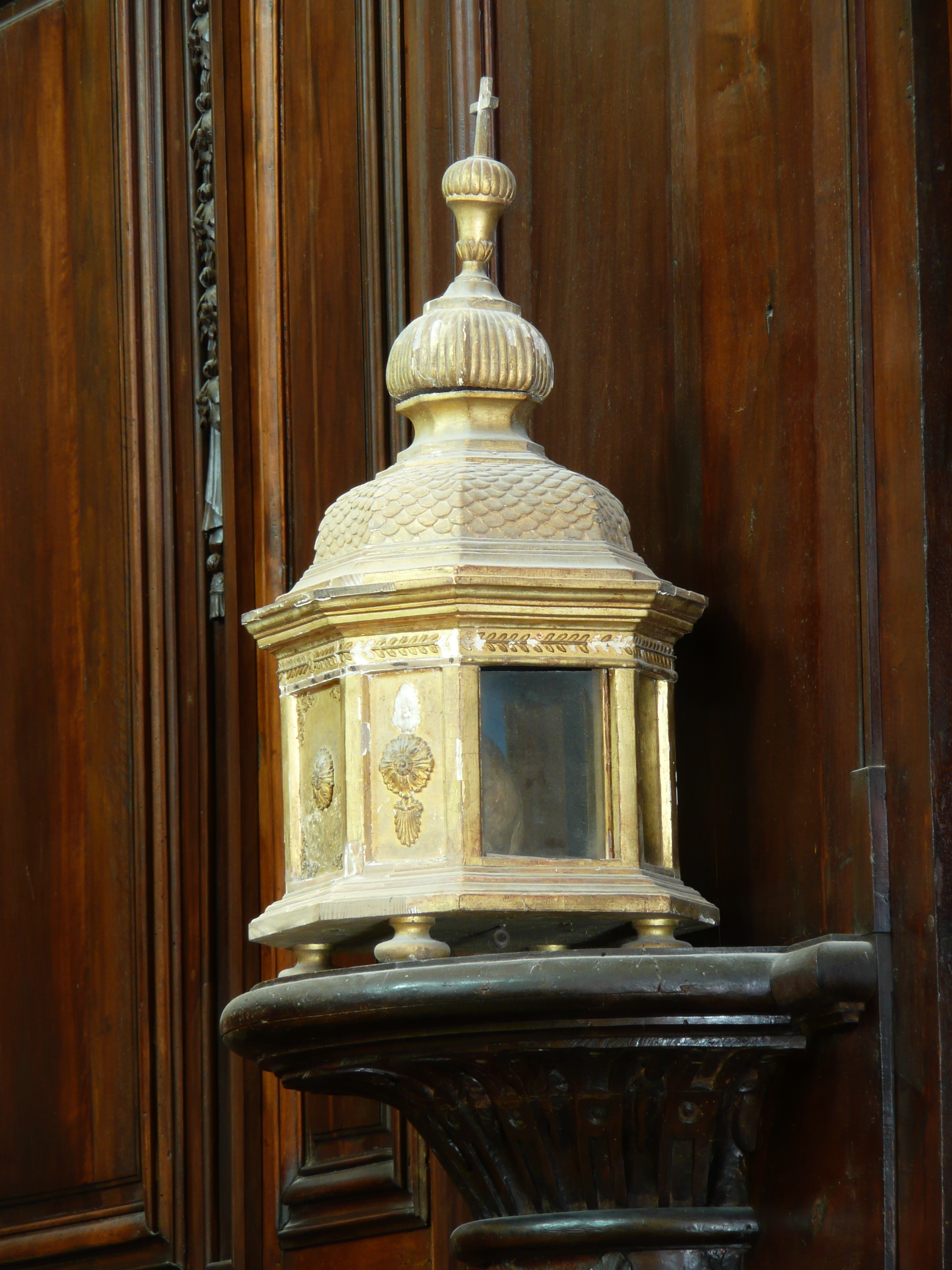
Reliquaire de sainte Rusticule.
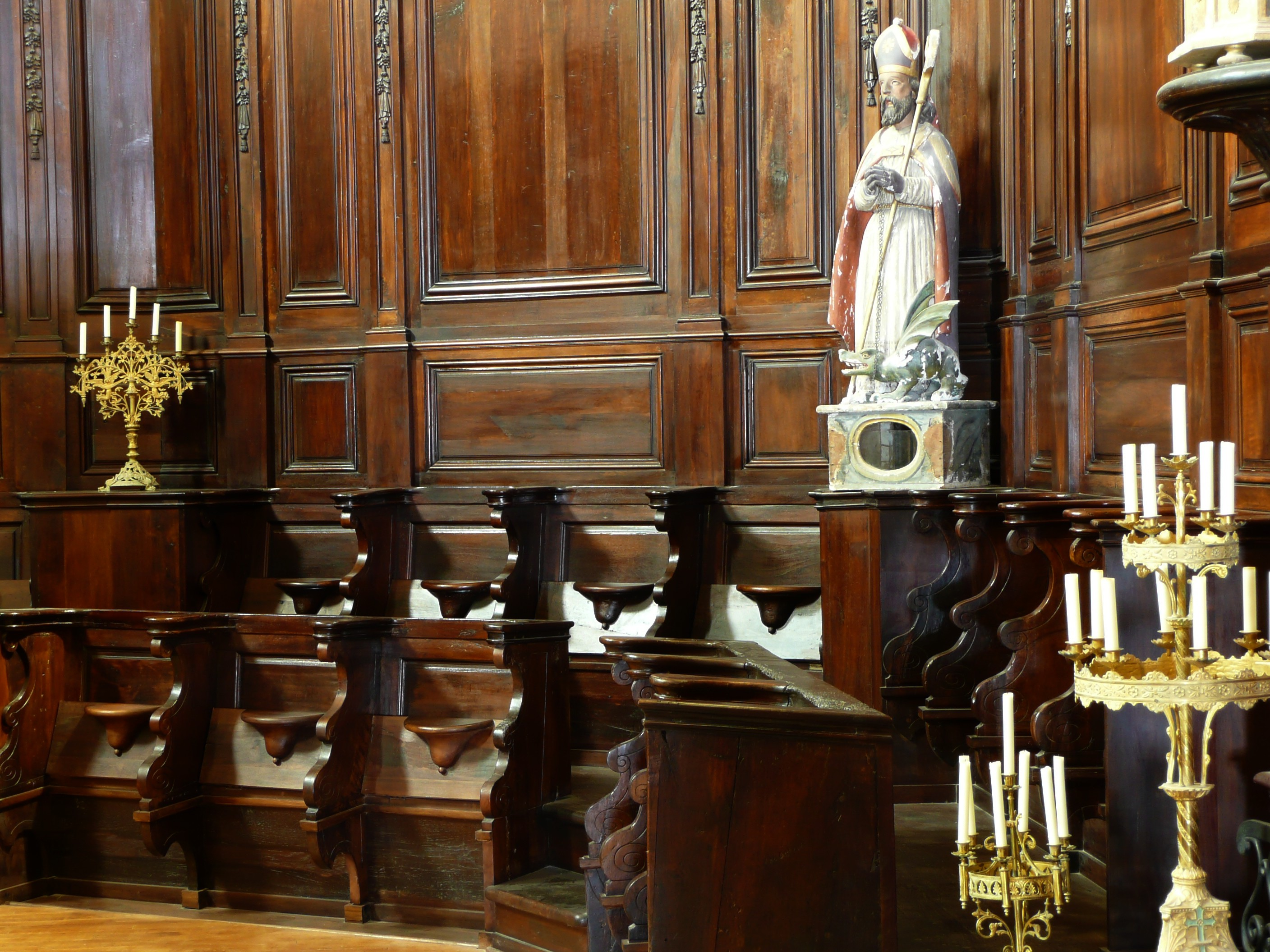
Stalles des chanoines côté épître ety statue de saint Véran.

L'église abritait aussi autrefois deux reliques de saint Césaire : sa ceinture et sa boucle de ceinture, du VIIIe siècle, classées au titre objet des monuments historiques depuis le 6 juin 1902, transférées ensuite dans l'église Saint-Césaire de la Roquette et désormais, depuis leur restauration, au musée départemental de l'Arles antique.

## L'orgue et sa tribune
(D'après l'article de Philippe Féret in B.A.V.A. no 91)
Sur une tribune en pierre nouvellement construite, un premier orgue est installé en 1698 par le Lyonnais Dufayet qui venait de reconstruire, l'année précédente, l'orgue de Saint-Trophime. En 1730 la partie instrumentale est reconstruite dans le buffet de Dufayet par Charles Boisselin ; comme bon nombre de ses instruments, on n'y trouve, d'après le prix-fait conservé dans les archives, que 8 jeux sur un clavier unique de 47 notes avec un pédalier en tirasse de 8 notes : Bourdon 8', Prestant 4’ (probablement placé en montre, c.a.d. en façade), Nazard 2'2/3, Doublette 2', Tierce 1’3/5, Fourniture III rangs, Cymbale II rgs, Cornet 5 rgs. L'orgue est entièrement remplacé par les frères Félix (ancien collaborateur de François Mader) et Henry Vignolo de Marseille avec un buffet néo-médiéval et sa partie instrumentale est refaite en 1930 par la maison lyonnaise Guironnet & Ruche ; muet depuis 1980 il est en très mauvais état.
La tribune, en pierre délicatement sculptée, arbore au centre le blason du chapitre des chanoines: une Vierge à l'Enfant et, latéralement, dans les écoinçons, des angelots jouant, au sud de la guitare, et au nord du serpent.

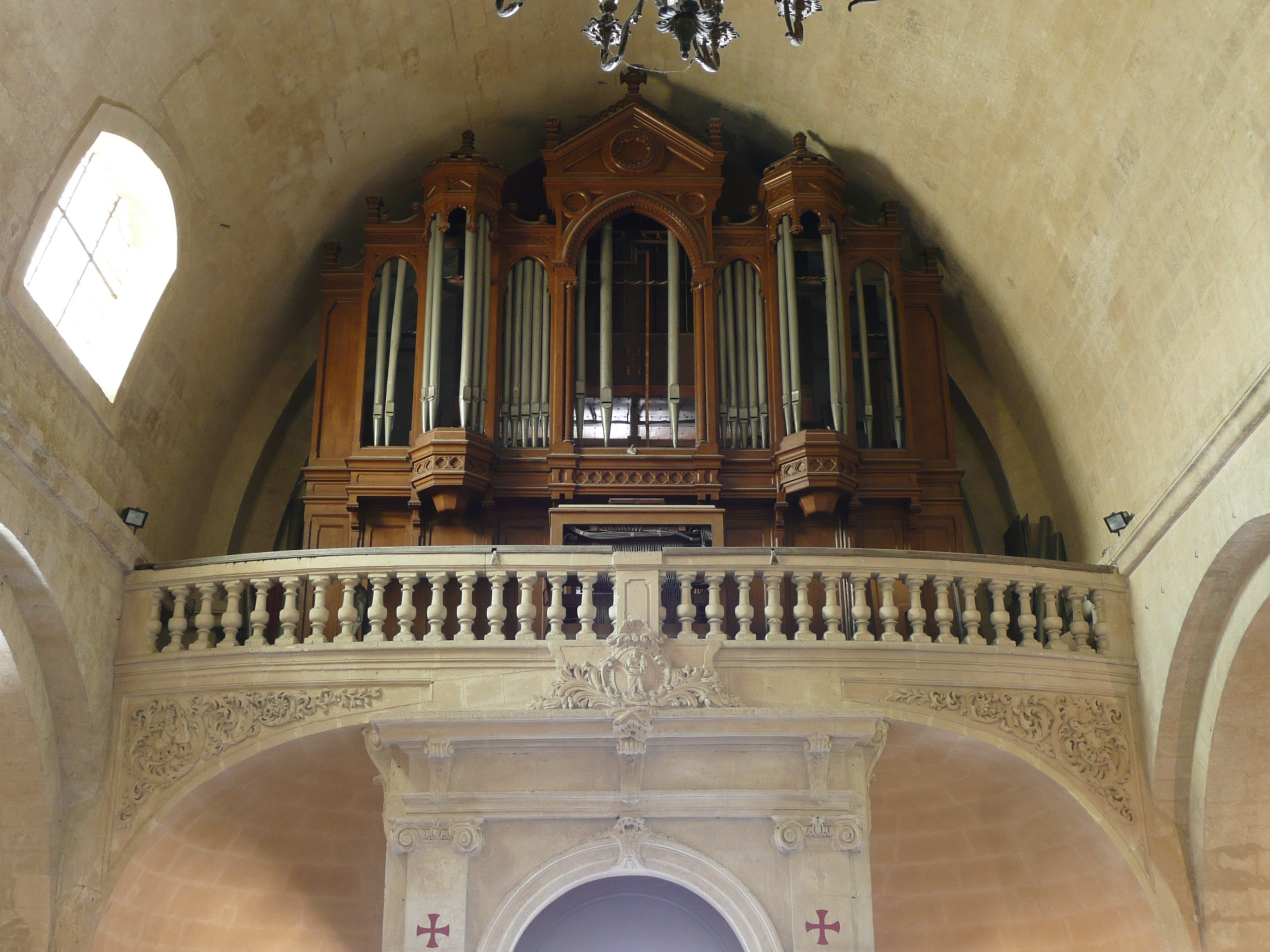
Tribune et orgue.
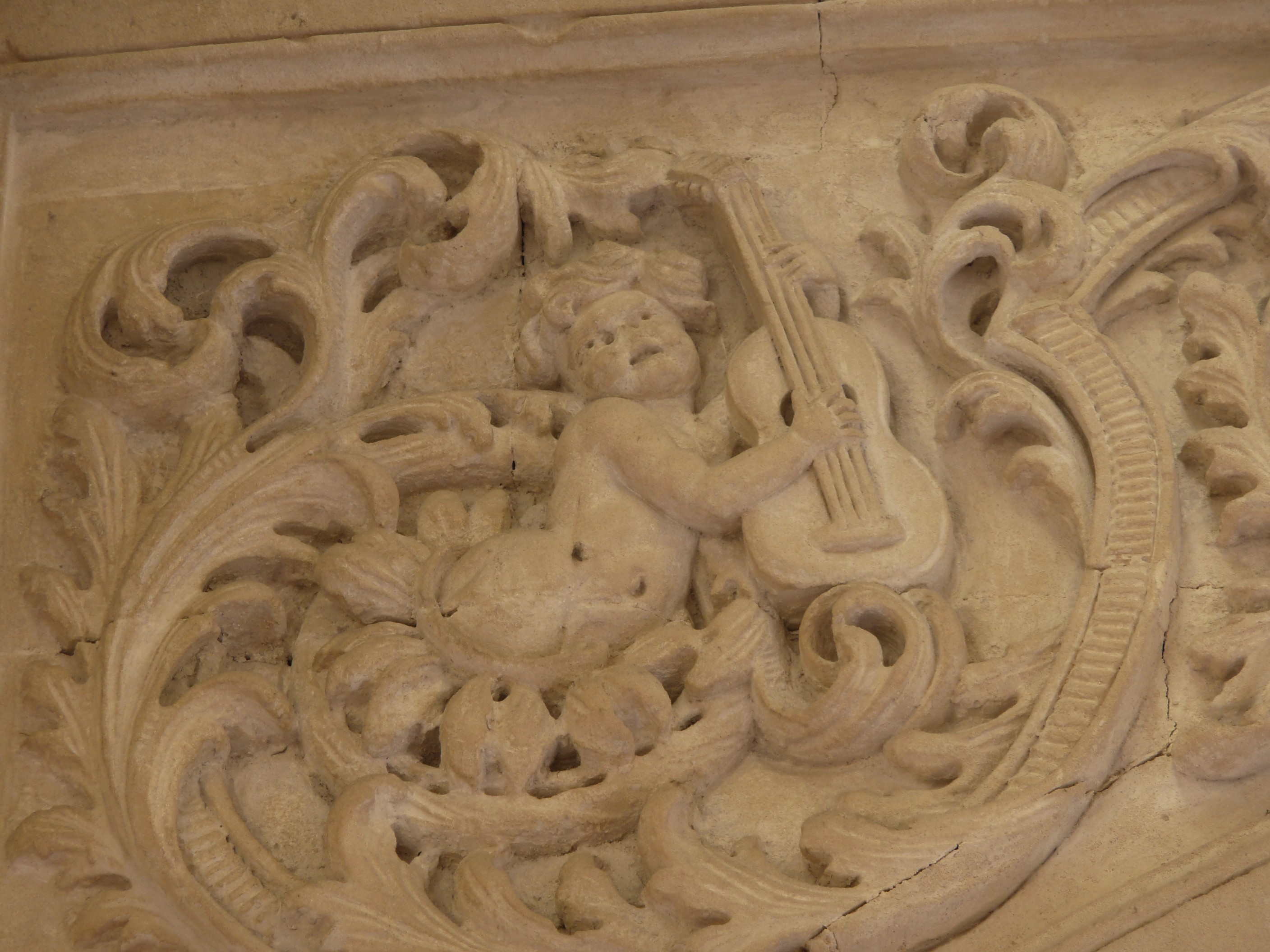
Écoinçon sud.
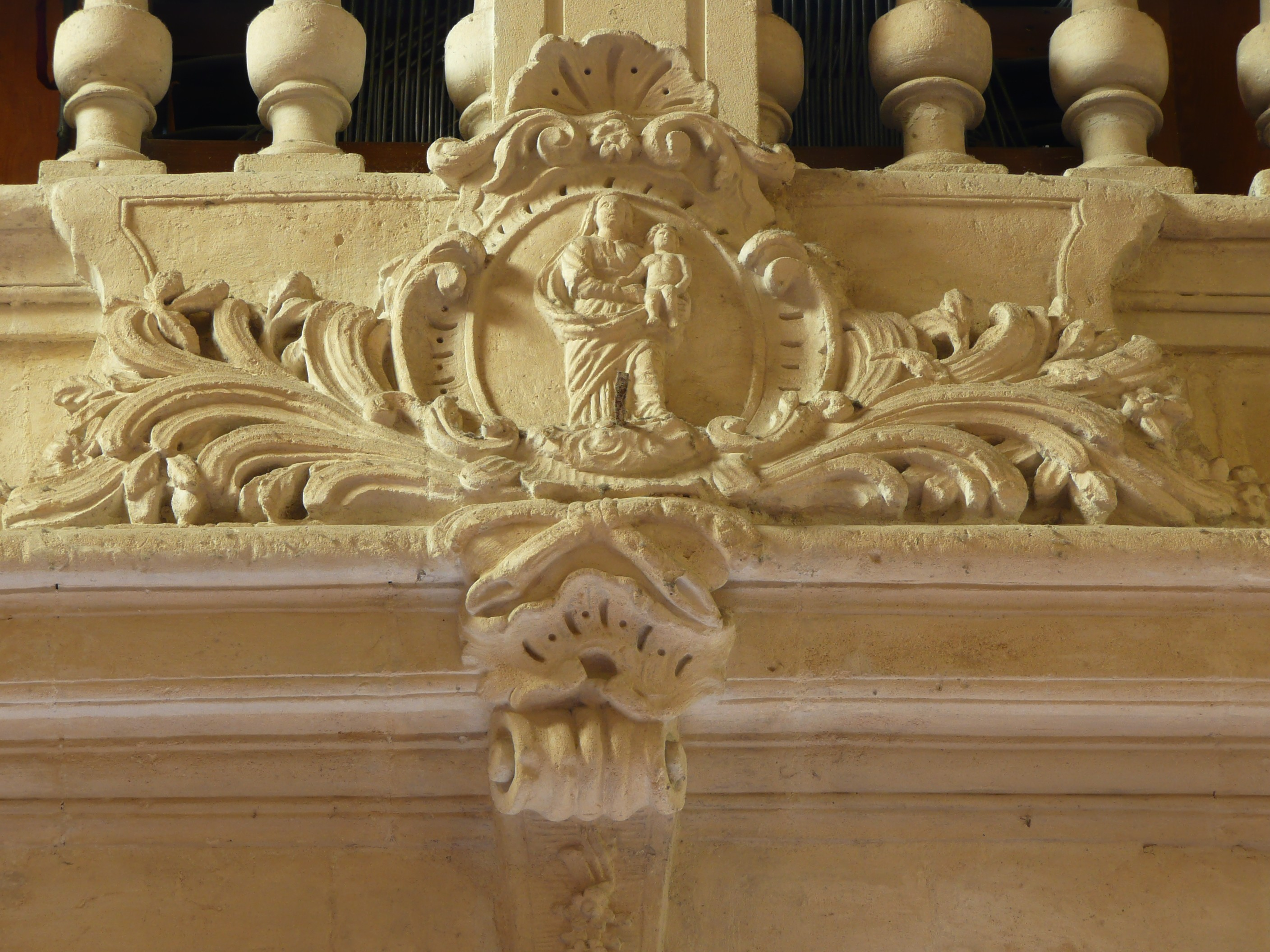
Blason du chapitre.
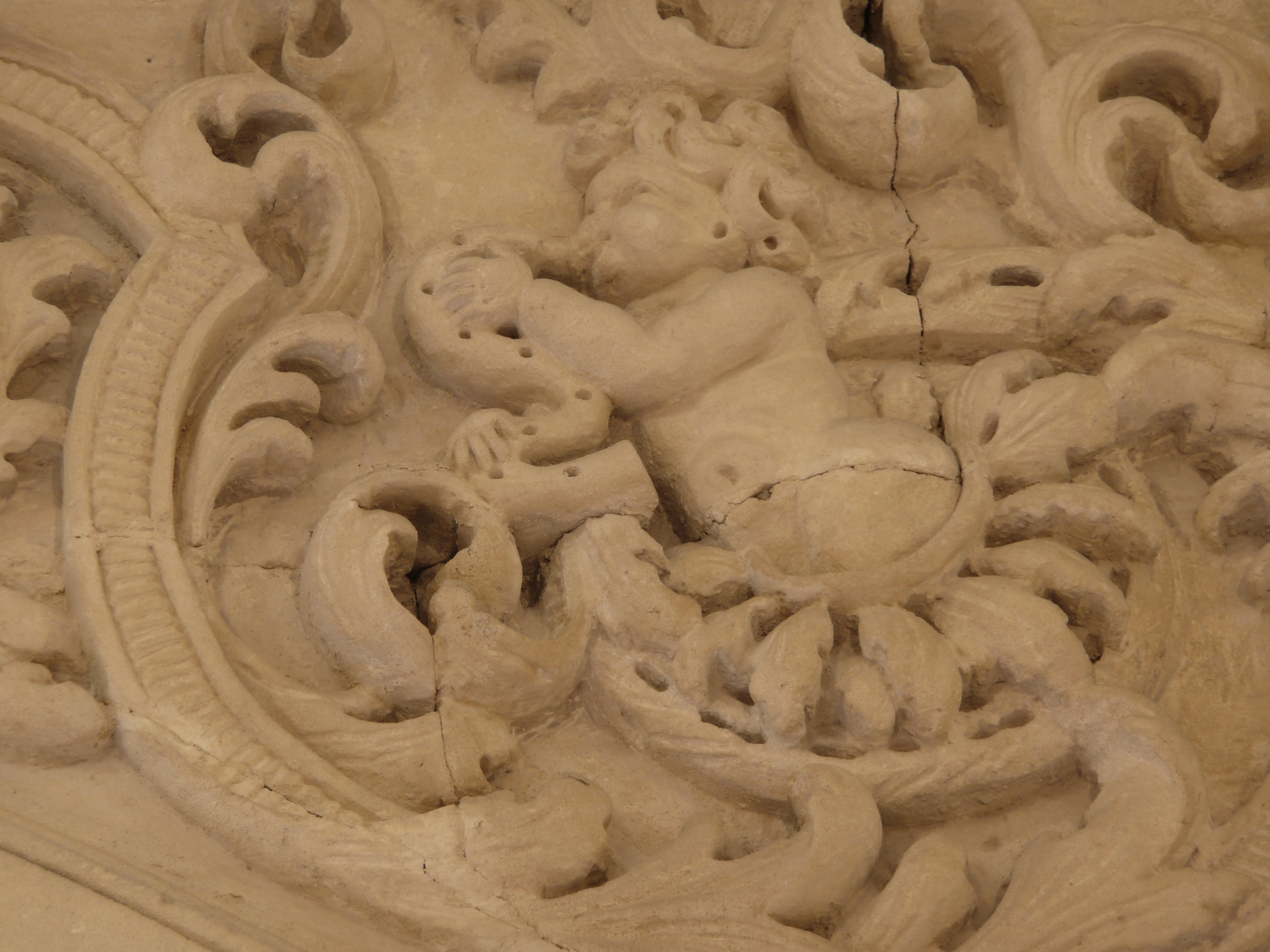
Écoinçon nord.
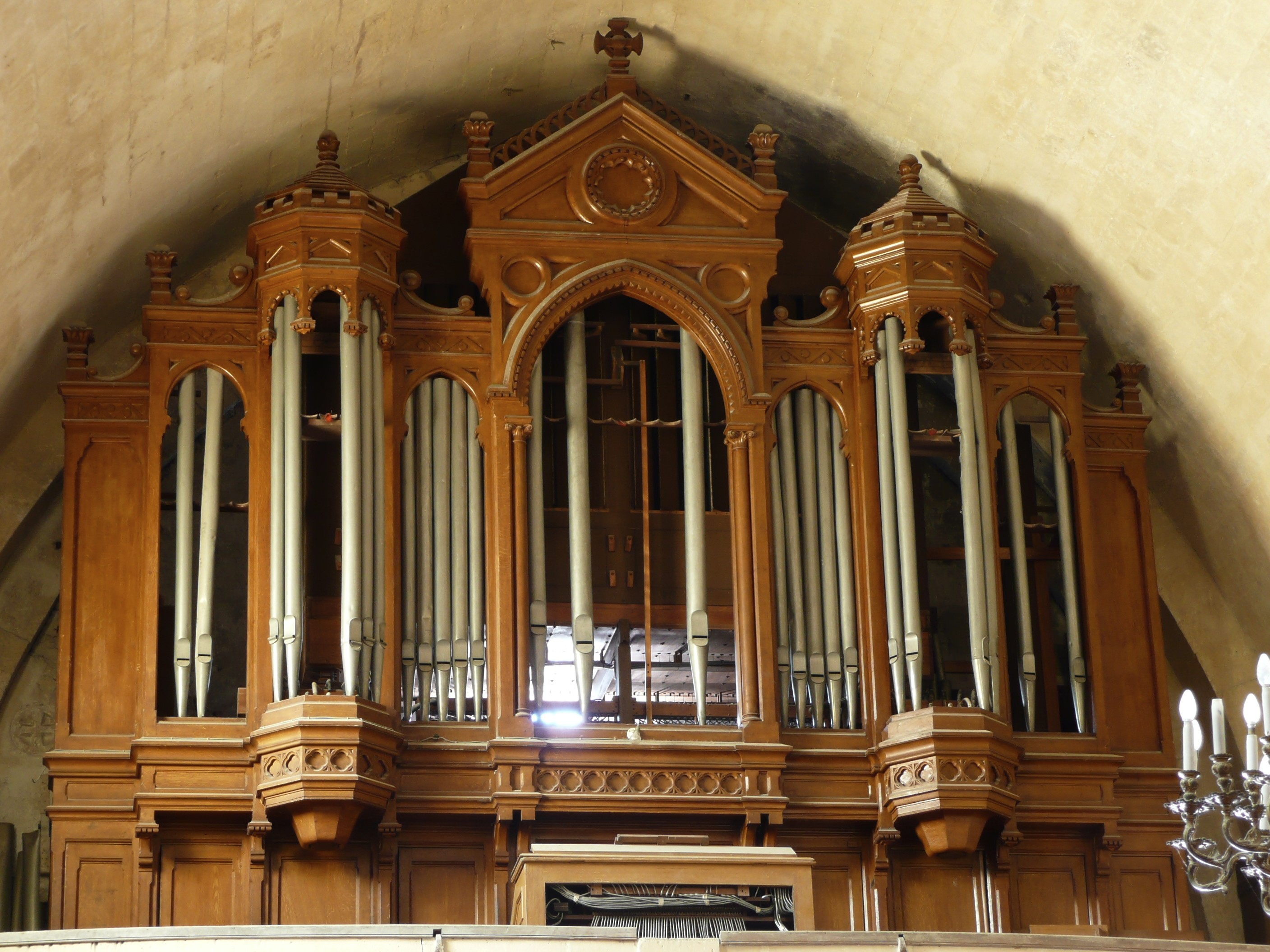
Orgue.

## Sources et bibliographie
- Arles, ville sainte: les églises célèbres et oubliées, Michel Baudat, Actes Sud, 2002, pages 39 à 41,  (ISBN 2-7427-4102-X)
- Notice affichée dans l'église, Philippe Féret, 1er mai 2013
- L'église de La Major, documents inédits, Jean Boyer, conservateur en chef honoraire des musées de France, Bulletin des Amis du Vieil Arles, no 91, décembre 1995, pages 3 à 10
- L'orgue de La Major, Philippe Féret, Bulletin des Amis du Vieil Arles, no 91, décembre 1995, pages 11 à 14
- Ouvrage collectif (Michel Baudat, Christophe Gonzales, Marc Heijmans, Jean Piton, Robert Régal) - Arles, les images pour mémoire – Actes Sud / Amis du Vieil Arles, 2015 –  (ISBN 9782330024147)